# Kyritz
Kyritz, auch Kyritz an der Knatter, ist eine Stadt im Landkreis Ostprignitz-Ruppin im Nordwesten von Brandenburg mit etwa 9300 Einwohnern. Sie geht auf slawische Wurzeln zurück, wurde ab Mitte des 12. Jahrhunderts vom Rheingebiet und von Holland und Flandern aus neu besiedelt und war Mitglied der Hanse. Nach dem Dreißigjährigen Krieg wurde die menschenleere Stadt erneut aus dem Westen besiedelt. Im 18. Jahrhundert wurde sie preußische Garnisonsstadt.

## Geografie
Die Stadt liegt in der historischen Landschaft Prignitz im Nordwesten Brandenburgs. Durch Kyritz verläuft die naturräumliche Grenze zwischen Kyritzer Platte im Westen und Dosseniederung im Osten, wo sich die nahe Kyritzer Seenkette befindet. An den östlichsten Ortsteil Teetz schließt sich die Wittstock-Ruppiner Heide an.
Benachbarte Städte, Ämter und Gemeinden sind Heiligengrabe im Norden, Wittstock/Dosse und das Amt Temnitz im Nordosten, Wusterhausen/Dosse im Osten, das Amt Neustadt (Dosse) im Süden sowie die Gemeinden Plattenburg im Südwesten und Gumtow im Westen.
Kyritz trägt im Volksmund den Beinamen „an der Knatter“. Für den Beinamen Knatter war das Geräusch der früher zahlreichen knatternden Wassermühlen an einem Nebenarm der Jäglitz namensgebend. Von den fünf Wassermühlen existiert heute nur noch eine als Gebäude.

## Stadtgliederung
Die Stadt Kyritz gliedert sich zum einen in die Kernstadt mit den Wohnplätzen Blechern Hahn, Feldsiedlung, Grünfelde, Heinrichsfelde, Karl-Friedrichshof, Karnzow, Köhnsbau, Rüdow, Stolpe, Waldkolonie und Wolfswinkel, zum anderen in zehn Ortsteile, nämlich Berlitt, Bork, Drewen und Gantikow, dann Holzhausen mit dem Wohnplatz Vollmersdorf, Kötzlin und Lellichow, schließlich Mechow und Rehfeld mit den Wohnplätzen Klosterhof und Wilhelmsgrille sowie Teetz-Ganz mit den Wohnplätzen Teetz und Ganz.

## Geschichte

### Urgeschichte
Die menschliche Besiedlung der Prignitz lässt sich bis in die Zeit vor 7000 v. Chr. belegen. Bis zum Jahr 2018 sind über 3500 Fundstellen bekannt. Im nacheiszeitlichen Mesolithikum kamen Jäger und Sammler in das Urstromtal der Elbe, ihnen folgten bäuerliche Kulturen, wie sie etwa im Großsteingrab Mellen fassbar werden, oder im mehr als zwei Jahrtausende jüngeren Fürstengrab von Seddin aus der Zeit um 800 v. Chr.

### Germanen (um Chr. Geb. bis 6. Jahrhundert), Slawen (ab 7. Jahrhundert)
Um die Zeitenwende nennt Tacitus die germanischen Semnonen und Langobarden als Bewohner. Nach deren Abzug lebten ab dem 7. Jahrhundert Slawen in der Region. Ihre Siedlungskammern bestanden vor allem an Elbe, Havel, Stepenitz und Dosse.
Um 800 begannen Versuche, die Slawen gewaltsam zu bekehren. Unter Otto I. wurde die Prignitz dem Missionsbistum Havelberg eingegliedert. Doch mit dem Slawenaufstand von 983 endeten die Christianisierungsversuche schlagartig, und die Slawen, hier die Dossanen, setzten sich gegen alle Eroberungsversuche eineinhalb Jahrhunderte lang erfolgreich zur Wehr.
Im Jahr 948 wurde der Gau Chorizi erstmals urkundlich erwähnt, der wohl eine frühe Form des Namens Kyritz sein dürfte. Er geht auf altpolabisch *Kyrica ‚Siedlung bei den Büschen‘ zurück. Südöstlich von Kyritz, in Wusterhausen, ließ sich ein slawischer Ringwall von 100 m Durchmesser (nebst Vorburgsiedlung) aus dem 11. Jahrhundert nachweisen, der wohl einer Art Regionalfürsten der Dossanen unterstand und bis über die Mitte des 12. Jahrhunderts hinaus, für einige Zeit auch von den deutschen Eroberern, genutzt wurde. In der Nähe der dortigen Stadtkirche wurden auch slawische Schwerter entdeckt. Im November 2014 wurden die menschlichen Überreste eines 50- bis 60-jährigen Mannes in der Kyritzer Schulenburg-Straße entdeckt, die in die Zeit zwischen 981 und 1057 datiert wurden. Aus der Zeit um 1100 stammt das 2018 entdeckte Grab eines Kleinkindes in der Prinzenstraße, das aufgrund der Zeitstellung einer slawischen Siedlung angehört haben muss. Der Körper des Kleinkindes war westöstlich ausgerichtet; wahrscheinlich befindet sich dort ein ganzes Gräberfeld.

### Wendenkreuzzug (1147), Lehen, Aufstieg zur Hansestadt (vor 1229 bis nach 1417)
Mit dem Wendenkreuzzug endete 1147 die Selbstständigkeit und pagane Kultur der Slawen und Siedler aus dem Westen des Römisch-deutschen Reiches kamen in die Region. Wie die anderen eroberten slawischen Gebiete, so wurde auch die Prignitz in terrae aufgeteilt, darunter ein Herrschaftsbereich um Kyritz. Nach Helmold von Bosau „verschwanden“ die Slawen allmählich, stattdessen wurden um 1158 neue Siedler vom Rhein, aber auch aus Holland, Seeland und den flämischen Gebieten angeworben. So entstanden in der Prignitz etwa 450 Bauerndörfer. 1229 erscheint ein „Johann von Plote“ in einer Urkunde als Besitzer von Kyritz. 1237 erhielt Kyritz das Stendaler Stadtrecht durch die Herren von Plotho, genauer durch einen Johann und seinen Bruder Konrad. Diese Familie, die auf der Burg Kyritz saß, hatte alle landesherrlichen Rechte inne, auch über den noch kleinen Ort, jedoch wohl nur in Form eines Lehens. Den Kyritzern war es gestattet, sich aus ihrer Mitte einen Vogt zu wählen, eine Art Sachwalter gegenüber den Lehensträgern. Vielfach fielen diese Lehen an den Markgrafen von Brandenburg zurück. Zur Missionierung wurden Klöster gegründet. Innerhalb der Kyritzer Mauern, bestehend aus einer turmbesetzten Stadtmauer mit drei Toren und vorgelagerten Wallanlagen sowie Gräben, entstand Ende des 13. Jahrhunderts (jedenfalls vor 1303) ein Franziskanerkloster – neben Neubrandenburg und Gransee eines von dreien im Bistum Havelberg –, das bis zur Reformation bestand.

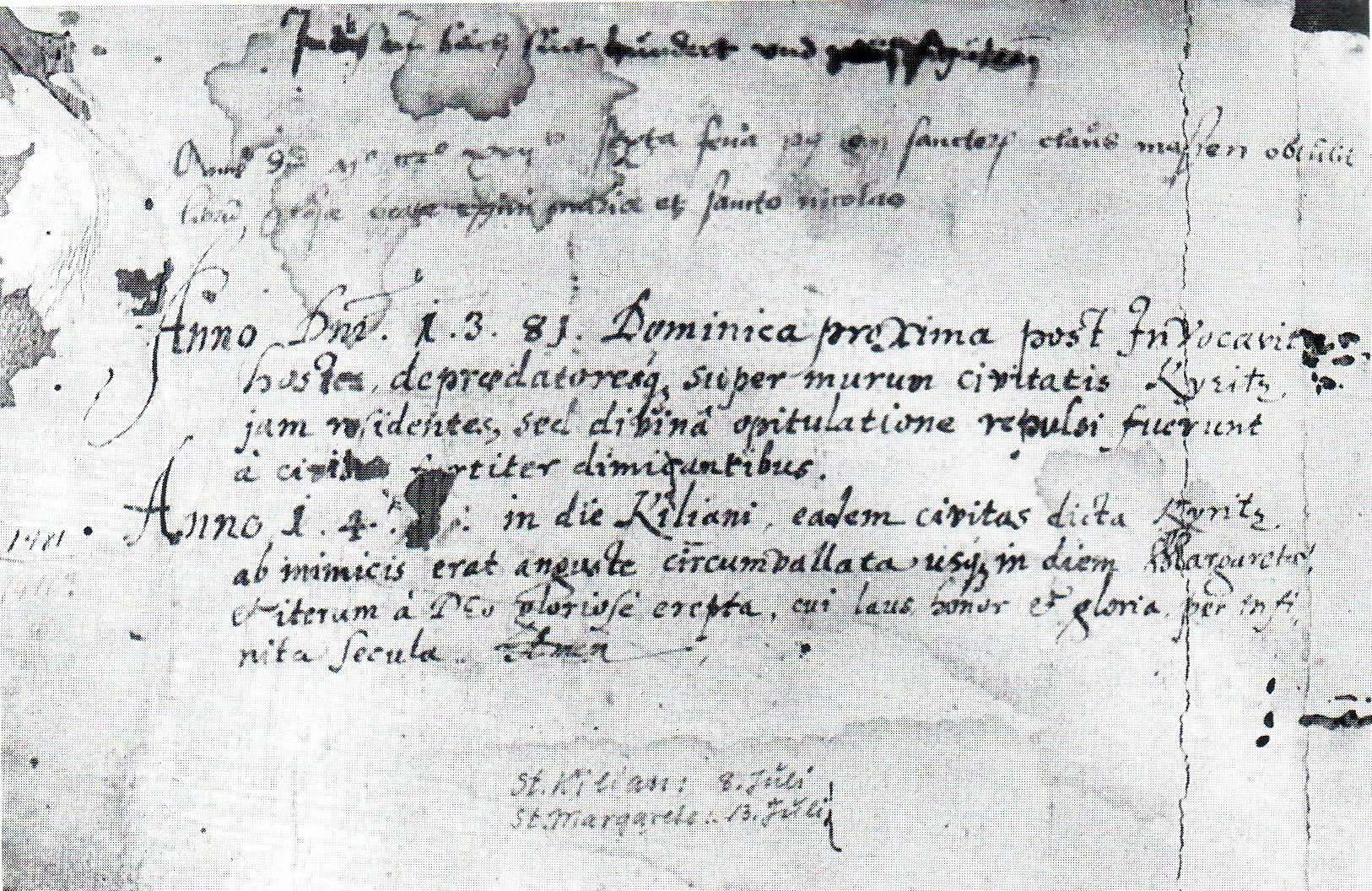
Einträge in der Ratsbibel zu spätmittelalterlichen Ereignissen

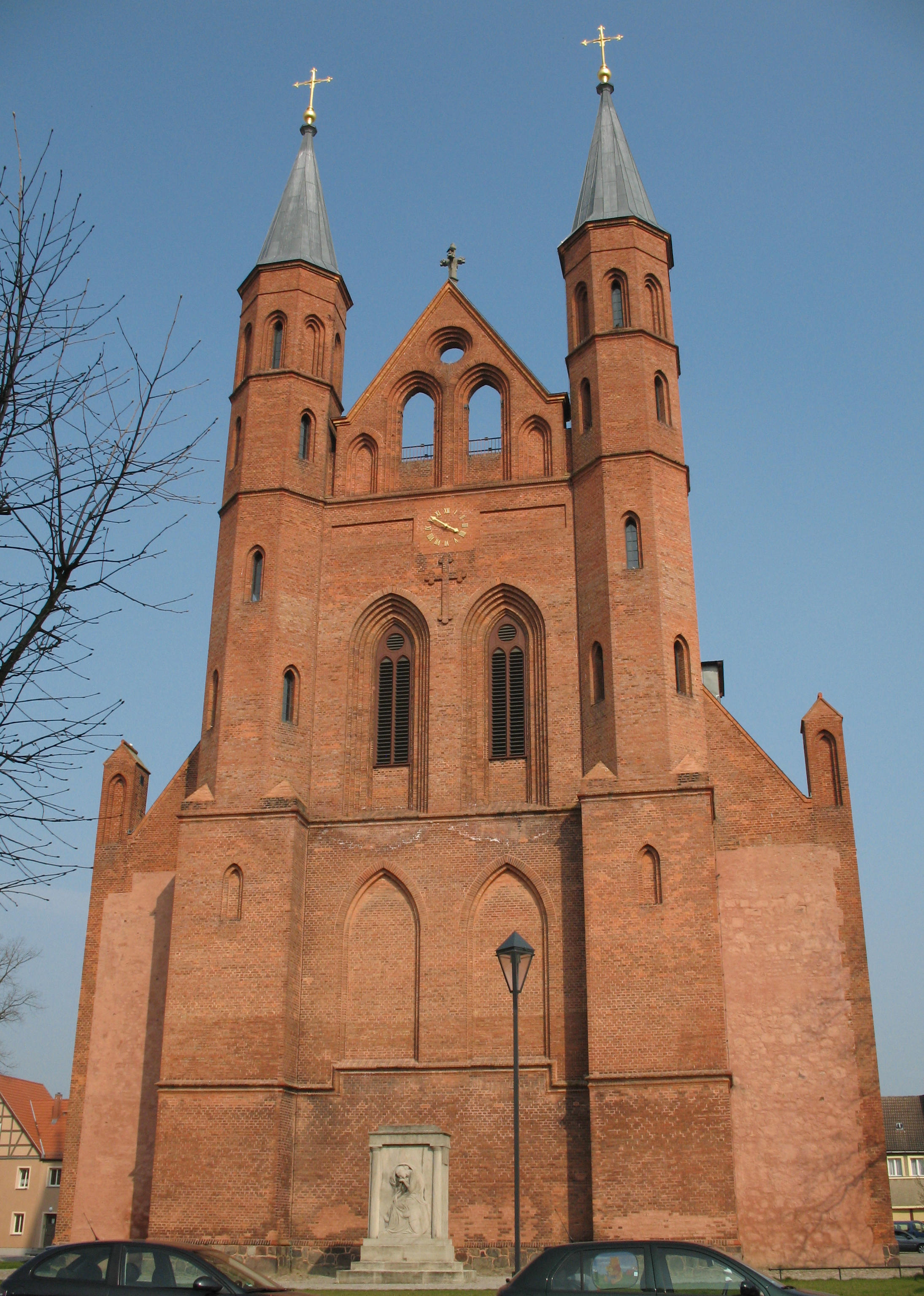
Pfarrkirche St. Marien

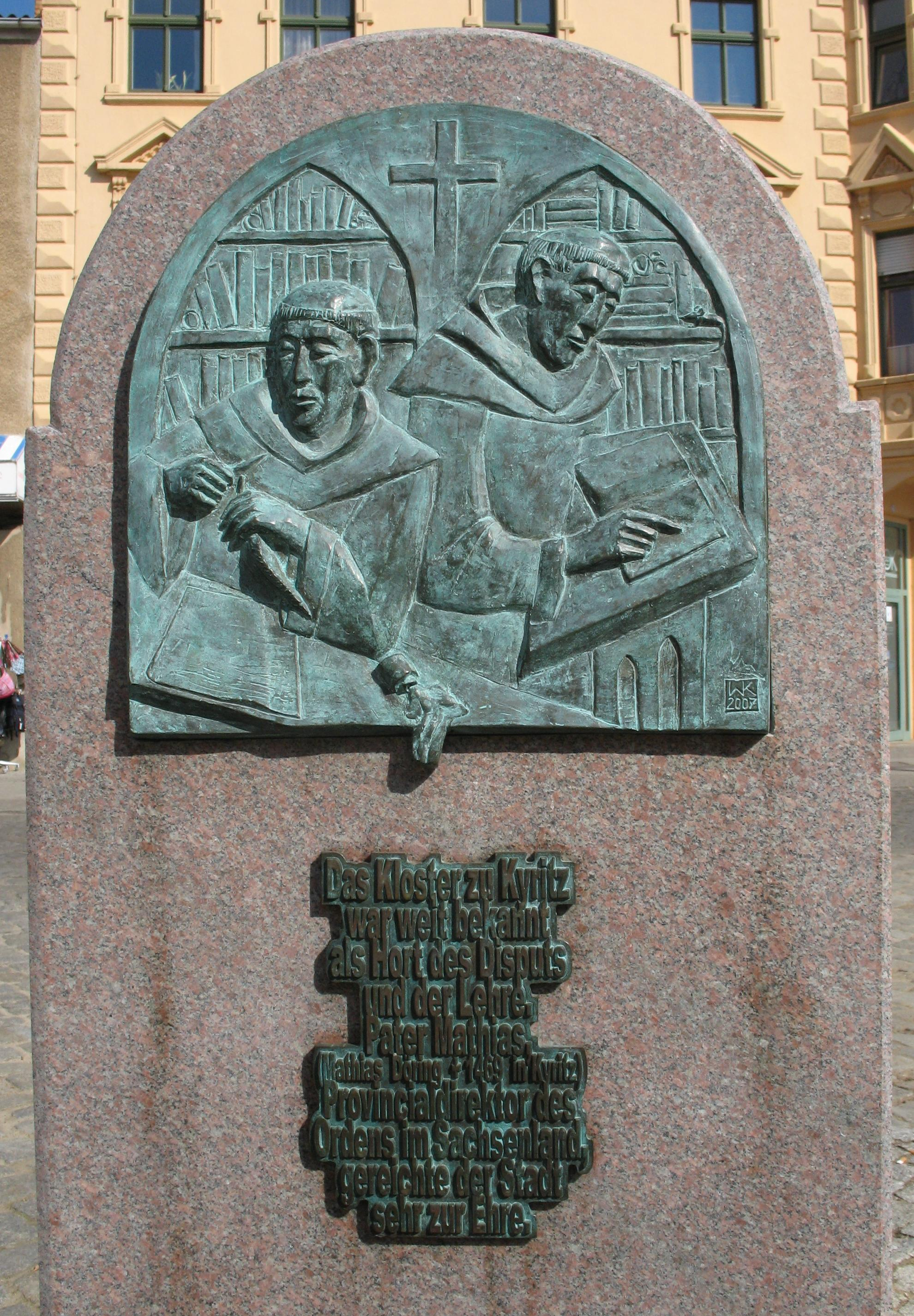
Gedenktafel für den Kyritzer Chronisten und Franziskaner Matthias Döring († 1469) und dessen Kloster. Döring beschwerte sich beim Landesherrn über die Umtriebe der Ritter in der Umgebung der Stadt und arbeitete bis 1464 an einer Chronik, deren Fortsetzung er einer anderen Hand überließ.

Weit größere Unabhängigkeit erlangte die Stadt, die günstig am Pilgerweg Berlin–Wilsnack lag, in der ersten Hälfte des 14. Jahrhunderts. Im Zuge dieser Entwicklung wurde sie zu einem unbekannten Zeitpunkt wohl Mitglied der Hanse, wobei der Anschluss an deren Handelsnetz über das Flüsschen Jäglitz bis Havelberg – die Rechte daran ließ sich die Stadt bereits Mitte des 13. Jahrhunderts von ihrem damaligen Stadtherrn bestätigen – und die Havel erfolgte. Die Mitgliedschaft in der Hanse ergibt sich aus einer Aufforderung Rostocks an verschiedene Städte vom 6. Januar 1359, zur nächsten Tagfahrt in Lübeck zu erscheinen. Neben Kyritz waren in der Prignitz auch Perleberg, Pritzwalk und Havelberg Hansestädte. Um diese Zeit wurden in Kyritz die Pfarrkirche St. Marien und die Stadtmauer gebaut. Die Kirche und Reste der Stadtmauer – in jüngster Zeit wurde das Holzhausener Tor ausgegraben – existieren heute noch. Das Ende des 13. Jahrhunderts gegründete Franziskanerkloster wurde ab 2016 ausgegraben; dabei handelte es sich zunächst um einen schmuckloser Granitbau, der jedoch im 14. Jahrhundert mit Ziegelsteinen im spätgotischen Stil umgebaut wurde.
Zwar erscheinen in der Urkunde von 1237 bereits zwei Männer als Vertreter der Stadt, doch diese Vertreter werden erst 1329 erstmals als „consules“ bezeichnet. Das Streben nach Selbstbestimmung der Städte erwies sich auch in zwei Versammlungen in Spandau im Jahr 1349. Dort wurden Bündnisbriefe verabschiedet, die vom 26. Januar und 6. April des Jahres datieren, und in der sich die Städte selbstbewusst als „wy Stede der marke to Brandenburch“ bezeichneten, nicht mehr als Räte, wie zuvor. Beteiligt waren 35 Städte der Mittelmark, der Altmark, der Uckermark und der Prignitz. Aus der Prignitz waren dies nach Perleberg die Städte Havelberg, Sandau, Kyritz, Pritzwalk und Freyenstein.
Der Ritter Bassewitz (nicht gesichert) überfiel 1381 die Stadt. Im Jahr 1411 wurde er gefasst und enthauptet (nicht gesichert). Das Schwert, mit dem er (angeblich) hingerichtet wurde, ist heute im Rathaus ausgestellt (siehe Bassewitzfest Kyritz). Die Zerstörungen gingen so weit, dass am Ende des 15. Jahrhunderts etwa 40 % der Dörfer wüst lagen. 1417 wurde Kyritz letztmals als Hansestadt erwähnt.
Im Jahr 1488 wurde erstmals Kyritzer Bier mit dem Namen „Mord und Totschlag“ gebraut. Dieses Bier wird heute von der Klosterbrauerei Neuzelle hergestellt. Auch die Tuchmacherei erhielt eine wachsende Bedeutung und wurde zu einem der beiden wichtigsten Handwerke der Stadt.

### Reformation, Pest (1626), Ackerbürgerstadt, Garnisonsstadt (1718–1806)

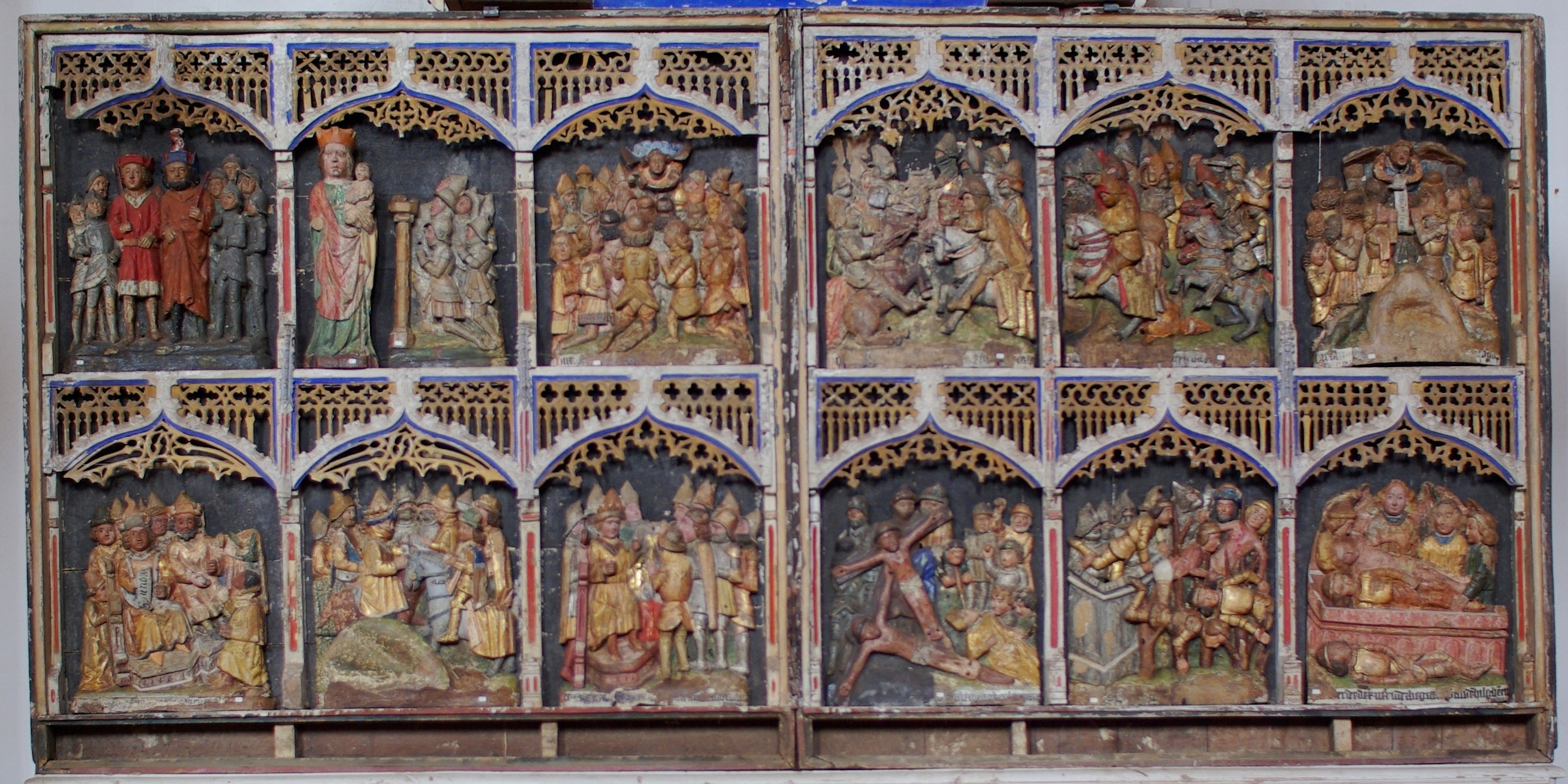
Die um 1450 entstandenen Flügel des Achatiusaltars in der Stadtpfarrkirche stammen aus der Dorfkirche Büsenhagen. Der zugehörige Aufsatz stammt von 1683, die Predella ist barock.

Mit der Reformation wurde das Franziskanerkloster aufgegeben, um 1552 Sitz des St.-Spiritus-Hospitals zu werden. Nach dem Brand der Marienkirche von 1622, die erst zwischen 1709 und 1714 wieder hergestellt wurde, diente die Klosterkirche als Gemeindekirche der Stadt. Noch 1757 wurde der Ostflügel barock umgebaut. Doch 1781 wurde die Kirche an einen Gastwirt auf Abriss verkauft, woraufhin dieser das Bauwerk bis 1790 weitgehend abbrach. Heute besteht nur noch der Ostflügel der Klausur mit der Nordwand der Klosterkirche.
Doch noch immer blühte die handwerkliche Tradition, wie etwa das Brauhandwerk. So gab es 1610 etwa 300 Brauhäuser sowie 300 Tuchmacher in der Stadt. Die recht vermögende Stadt hatte dem Landesherrn militärisch zur Verfügung zu stehen. Dazu fanden regelmäßig Musterungen statt, wie etwa 1578 zusammen mit der Stadt Pritzwalk.
Im Jahr 1626 starben mehr als 800 Kyritzer an der Pest. Der Dreißigjährige Krieg führte zu einer weitgehenden Entvölkerung der Prignitz; es sollen dort 1641 nur noch 373 Bauern gelebt haben. Wieder wurden Siedler angeworben, wieder aus den Atlantikgebieten, aber auch aus der Pfalz. Die Stadtkirche fiel einem Stadtbrand zum Opfer und wurde erst in den Jahren 1709 bis 1712 wieder aufgebaut. 1739 und 1740 wurde die militärisch nutzlos gewordene Stadtmauer niedergelegt, 1760 folgte das Holzhausener Tor, 1792 das Rüdower Tor, schließlich 1806 das Wusterhausener Tor. Das gotische Rathaus, das mitten auf dem rechteckigen Marktplatz gestanden hatte, war schon 1674 abgebrannt, der Neubau brannte 1825 ebenfalls ab. Aber nicht nur einzelne Bauwerke brannten mehrfach nieder, sondern mehrfach beinahe die gesamte Stadt. Schwere Brände wüteten 1622, 1634 und 1636 während des Dreißigjährigen Krieges, aber auch 1674, 1820 und zuletzt 1828.
Im 17. und 18. Jahrhundert wurden Fachwerkhäuser errichtet, die heute noch den Stadtkern mitprägen. Das entstehende Postwesen führte zum Ausbau entsprechender Straßen und Pfade. Dabei sank die Stadt zur Ackerbürgerstadt herab und verlor ihren Charakter als Tuchmacher- und Bierbrauerstadt zugunsten einer Garnisonsstadt (1718 bis 1806). Sie musste also die Einquartierungen preußischer Truppen (Gelbe Reiter, Teil eines Kürassierregiments) tragen, wie eine große Zahl von anderen Städten auch. Die Zahl der Einquartierten konnte ungemein groß sein, was für kleinere Städte eine geradezu erdrückende Last darstellte. So wurde in Kyritz ab 1791 ein eigenes Lazarettgebäude für das Kürassierregiment Nr. 2 geplant, das in seiner noch von König Friedrich II. festgelegten Stärke insgesamt 37 Offiziere, 70 Unteroffiziere, 12 Trompeter, 720 Kürassiere, dazu 7 Mann Unterstab (Schreiber, Handwerker), 5 Kompaniefeldscher, 10 Fahnenschmiede (Hufschmiede) umfasste, insgesamt 861 Mann. Tatsächlich wurde das Gebäude 1792 bis 1793 errichtet. Der zugehörige Schriftverkehr ist überliefert, und er wirft ein helles Licht auf den wirtschaftlichen Zustand von Kyritz. Die beiden bestehenden „Lazarett-Häuser“, von denen eines so baufällig war, dass man es abstützen musste, wurden zur Mitfinanzierung verkauft – sie brachten allerdings nur 185 Taler ein. Die Baukosten für das Lazarett ermittelte das Ober-Bau-Departement. Diese beliefen sich auf 2729 Taler, 8 Groschen und 6 Pfennige. Die Kämmerei des Ortes war, wie man feststellte, in so „schlechter Verfaßung“, dass sie zu den Kosten nichts beitragen konnte, die Kommune lebte praktisch nur vom Holzverkauf; auch hatte sie von den Nutzern der alten Kasernengebäude nie Miete erhalten. Schon die Summe zum Stadtmauerbau in Höhe von 200 Talern habe sie nur durch Verpfändung eines Grundstückes aufbringen können. Insgesamt hatte die Stadt, die im Jahr zuvor noch von Hagelschlag schwer getroffen worden war, 2067 Taler Schulden.

### Französische Herrschaft (1806–1814) bis Weimarer Republik

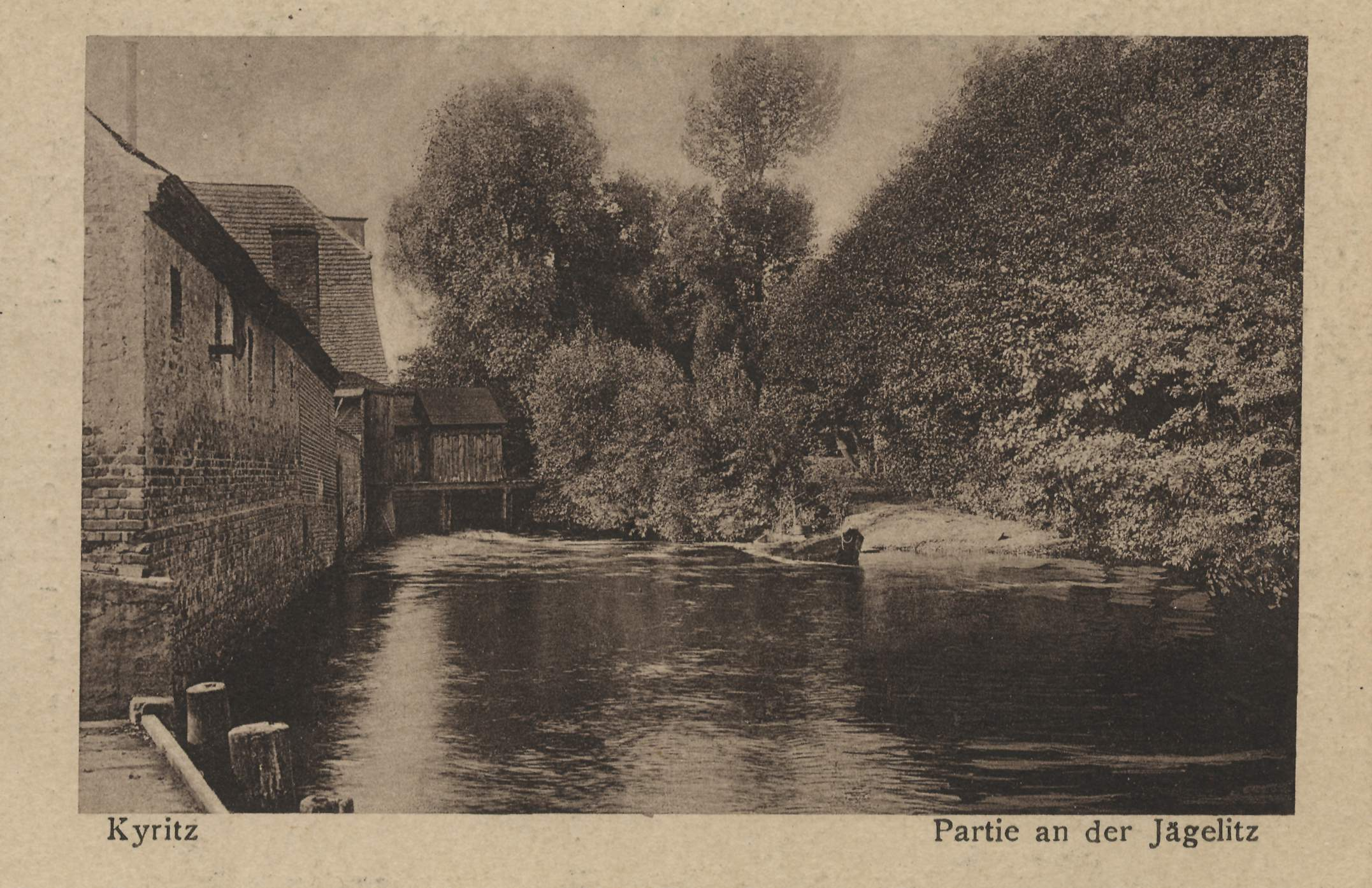
Postkarte von ca. 1900, abgebildet ist ein Abschnitt der Jägelitz

In den Jahren von 1806 bis 1814 stand die Stadt unter französischer Besatzung. Am 8. April 1807 erschossen napoleonische Soldaten den Kyritzer Kämmerer Johann Carl Friedrich Schulze und den ortsansässigen Kaufmann Carl Friedrich Kersten standrechtlich vor den Toren der Stadt, um damit ein Exempel zu statuieren.

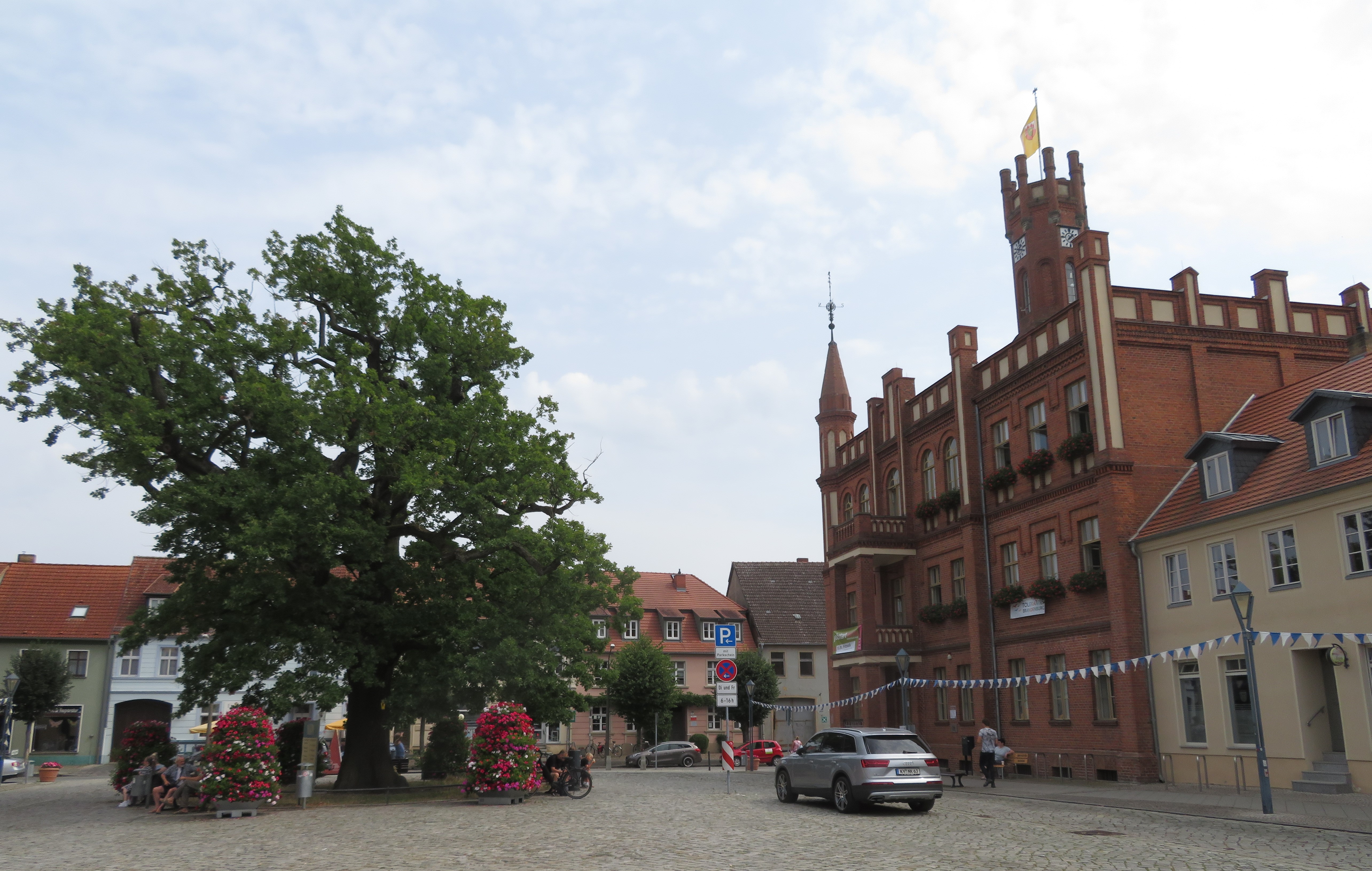
Die 1814 gepflanzte Friedenseiche vor dem Rathaus im Jahr 2022

Zum Gedenken an die Völkerschlacht bei Leipzig pflanzten die Kyritzer 1814 auf dem Marktplatz vier Eichen, von denen noch heute ein als „Friedenseiche“ bekannter Baum steht. 1817 wurde Kyritz Kreisstadt des neu eingerichteten Landkreises Ostprignitz (bis 1952). Ihr Sitz war der spätere Gasthof Schwarzer Adler an der Marktecke (Friedrichstraße, heute Maxim-Gorki-Straße). Nach einem Brand am 12. Oktober 1820 wurde das Gebäude zum Hotel umgebaut, 1930 entstand dort ein Kinosaal.
Im Jahr 1848 wurde die Stadtkirche neu ausgebaut, dem 1805 entstandenen Postamt wurde 1863 eine Telegrafenstation angegliedert. 1866 wurde das heutige Gymnasium errichtet, 1873 die Stärkefabrik nordöstlich der Stadt durch den Kaufmann Conrad gegründet. Sie wurde zu einem der wichtigsten Industriebetriebe der Gegend. Nach einem Brand wurde 1879 ein neues Rathaus errichtet, wie es zahlreiche Städte der Region gleichfalls taten. Das abgebrannte Bauwerk war seinerseits Ersatz für das bereits zwei Mal abgebrannte Rathaus gewesen. 1879 wurde die Stadt auch Sitz des Amtsgerichtes Kyritz. Mit dem Anschluss an die Bahnlinie Neustadt-Meyenburg erhielt Kyritz 1887 wieder Zugang zum Weltmarkt, zudem wurde 1896 die Kleinbahnverbindungen Kyritz-Breddin und Kyritz-Perleberg fertiggestellt. Das Postamt wurde in den Bahnhof umgesiedelt. Auch stärkte diese Verbindung den örtlichen Tourismus. 1910 wurde das Krankenhaus und 1925 eine Badeanstalt eröffnet. 1929 entstand am Untersee eine Jugendherberge. Erst 1930 erhielt die Stadt eine Kanalisation und ein zentrales Wasserleitungsnetz. Um das Abitur abzulegen, mussten die Schüler allerdings nach Perleberg oder Pritzwalk gehen oder eine private Schule besuchen, denn in Kyritz bestand um 1900 nur eine Stadtschule, ansonsten eine höhere Privat-Mädchenschule und eine Privat-Knabenschule.
Spätestens seit dem 18. Jahrhundert lebten mehrere jüdische Familien in Kyritz. In dieser Zeit gab es bereits einen jüdischen Friedhof (vor dem Holzhauser Tor), der jedoch bereits im 19. Jahrhundert aufgegeben wurde. Daraufhin wurde im Norden der Stadt ein neuer Friedhof angelegt. 1814 lassen sich in der Stadt 13 jüdische Familien und 1853 eine Synagoge nachweisen. Ab 1892 wurde ein Betsaal im privaten Haus des Kaufmanns Theodor Calmon in der heutigen Prinzenstraße als Synagoge genutzt.
Während des Ersten Weltkriegs starben, wie das 1923 eingeweihte Kriegerdenkmal ausweist, 150 Kyritzer. Das örtliche, 1910 eingeweihte Krankenhaus wurde zum Reservelazarett. Mit dem Ausbau in den Jahren 1926 bis 1928 erhöhte sich die Zahl der Betten von 60 auf 94, es entstanden eine Entbindungsanstalt, eine Kinderstation und ein Volksbad.

### Ende der Weimarer Republik und Zeit des Nationalsozialismus (1928–1945): NS-Hochburg, Judenverfolgung
Der Kreis Ostprignitz war einer der ersten in Deutschland, in dem die Nationalsozialisten große Wahlerfolge erzielen konnten. In den Reichstagswahlen 1930 erhielt die NSDAP hier 48,9 % der Stimmen, der höchste Anteil in ganz Brandenburg. Dem vorausgegangen war eine frühe und starke Radikalisierung der Bauern, die 1928 einen Höhepunkt in einer vom Landbund organisierten „Notkundgebung“ gegen die Agrarpolitik der Reichsregierung auf dem Marktplatz von Kyritz mit 5000 bis 6000 Teilnehmenden fand, bei dem die Fensterscheiben des Finanzamtes zerstört wurden. Die NSDAP hatte 1927/28 begonnen, ihre Propaganda an die bäuerliche Landbevölkerung anzupassen; 1928 sprach in Kyritz der NSDAP-Reichspropagandaleiter Joseph Goebbels bei einer Kundgebung der Partei. Ab 1928 traten die Mitglieder des Landbunds verstärkt aus dieser Organisation aus und in die NSDAP ein, so etwa der zeitweilige Landrat des Kreises Ostprignitz und spätere SS-Brigadeführer Martin Wendt aus Zernitz, der von 1933 bis 1945 dem nationalsozialistischen Reichstag angehörte.
Kurz nach der Machtergreifung der Nationalsozialisten 1933 wurde Theodor Calmon Opfer antisemitischer Gewalt. Die Schaufensterscheiben seines Haushaltswarengeschäfts wurden während des Judenboykotts eingeworfen und er 1935 zum Verlassen der Stadt gezwungen. An ihn und seine Tochter erinnern seit 2017 zwei Stolpersteine. 1938 wurde der jüdische Friedhof zerstört. Mindestens sieben Söhne und Töchter der Stadt (Lotti Bieber, Martin Bieber, Henny Goldberg, Albert Löwenberg, Helene Salinger, Else Schueftan und Leopold Stein) wurden als Opfer des Holocausts in den Konzentrations- und Vernichtungslagern Auschwitz, Sobibor und Theresienstadt sowie im Ghetto Riga ermordet. 1945 wurden in der Nähe von Kyritz 48 jüdische Häftlinge, die von der SS aus dem KZ Bergen-Belsen nach Theresienstadt verlegt werden sollten, bei einem Luftangriff getötet und in Zernitz beigesetzt. Der aus Hamburg stammende jüdische Rechtsanwalt Theodor Steigerwald und seine Frau wurden ab 1942 von der Familie Dräger in Kyritz versteckt. Nach der Befreiung wurde er kurzzeitig zum Polizeipräsidenten von Kyritz und der Ostprignitz ernannt.
In der Nacht vom 1. zum 2. Mai 1945 hissten der Superintendent Fritz Leutke und weitere Bürger wie Erich Friede, Adolf Selle und Otto Stier die weiße Fahne auf dem Rathausturm und retteten Kyritz vor der Zerstörung durch die Rote Armee. Die Stadt wurde kampflos übergeben.

### Nach 1945: Bodenreform (ab 1945), Kreisstadt (1952), Eingemeindungen, Landkreis Ostprignitz-Ruppin (1993)
Am 2. September 1945 verkündete Wilhelm Pieck die Bodenreform im Gasthof Zum Prignitzer, seinerzeit im Kinosaal des Hotels Schwarzer Adler an der Marktecke (früher Friedrichstraße, heute Maxim-Gorki-Straße). Diese Rede „leitete die Bodenreform in der Sowjetischen Besatzungszone (SBZ) Deutschlands ein“. „Die Stadt Kyritz war für die Kundgebung gewählt worden, weil sich in ihrer Umgebung fünf bis sechs Güter befanden. Insgesamt wurden im September 1945 im Landkreis Ostprignitz, in dem Kyritz lag, 65 große Gutsbetriebe bewirtschaftet, wegen der Kriegsverluste aber oft nur notdürftig.“ Deren Besitzer wurden als „Junker“ bezeichnet, deren „schnelle und rücksichtslose Enteignung“ Pieck verlangte. Betroffen waren bereits Landeinheiten ab einer Größe von 20 ha mit abhängig Beschäftigten. Durchgesetzt wurde die Enteignung ab 100 ha, auch bei Sandbauern, deren Land vielfach aus Ödland bestand. In der Provinz Mark Brandenburg gelangten 41 % des Bodens in die Hand eines Staatsfonds, in der Sowjetischen Besatzungszone waren es 35 %. Etwa 30 % des enteigneten Landes gingen später an die Volkseigenen Betriebe.
1952 wurde Kyritz Kreisstadt des Kreises Kyritz im Bezirk Potsdam (ab 1990 im Bundesland Brandenburg). Das Kreishaus, errichtet 1864 bis 1866 und erweitert 1912, blieb bis 1992 Sitz der Kreisverwaltung. Es beherbergt seit 1993 das Finanzamt für den neu gebildeten Landkreis Ostprignitz-Ruppin. 1960 wurde der Agrarflughafen Heinrichsfelde gegründet. Die Kyritzer Festtage mit Segelregatta und Bootskorso fanden erstmals 1970 statt.
Am 1. Juli 1973 wurde Mechow eingemeindet. Gantikow kam am 1. Mai 1974 hinzu. Durch die Kreisgebietsreform kam Kyritz im Jahr 1993 zum Landkreis Ostprignitz-Ruppin mit der Kreisstadt Neuruppin. Am 31. Dezember 2002 wurden die Gemeinden Bork-Lellichow, Holzhausen, Kötzlin, Rehfeld-Berlitt und Teetz-Ganz eingegliedert. Am 26. Oktober 2003 wurde das Amt Kyritz aufgelöst. Drewen wurde in die Stadt Kyritz eingegliedert.
Am 8. August 1990 öffnete der Discounter Aldi seine erste Filiale in der DDR in einer Kyritzer Scheune. Im Jahr 2010 wurde das bundesweit erste Denkmal enthüllt, das „Den Opfern der Zwangskollektivierung im so genannten Sozialistischen Frühling in der DDR“ gewidmet war. Am 30. August 2010 nahm die Deutsche Telekom in Kyritz den ersten LTE-Sendemast Deutschlands in Betrieb. Am 26. September 2018 erklärte die Stadtverordnetenversammlung Kyritz zur „wolfsfreien Zone“.

## Bevölkerungsentwicklung
| Jahr | Einwohner |
| ---- | --------- |
| 1875 | 4.666     |
| 1890 | 5.086     |
| 1910 | 5.171     |
| 1925 | 5.368     |
| 1933 | 5.782     |
| 1939 | 6.077     |

| Jahr | Einwohner |
| ---- | --------- |
| 1946 | 08 679    |
| 1950 | 08 962    |
| 1964 | 08 470    |
| 1971 | 09 483    |
| 1981 | 10.137    |
| 1985 | 10.200    |

| Jahr | Einwohner |
| ---- | --------- |
| 1990 | 09 927    |
| 1995 | 09 640    |
| 2000 | 08 976    |
| 2005 | 10.158    |
| 2010 | 09 537    |
| 2015 | 09 100    |

| Jahr | Einwohner |
| ---- | --------- |
| 2020 | 9.281     |
| 2021 | 9.155     |
| 2022 | 9.100     |
| 2023 | 9.061     |
| 2024 | 9.147     |

Gebietsstand des jeweiligen Jahres, Einwohnerzahl: Stand 31. Dezember (ab 1990), ab 2011 auf Basis des Zensus 2011, ab 2022 auf Basis des Zensus 2022
Die Zunahme der Einwohnerzahl 2005 ist auf die Eingliederung mehrerer Gemeinden in den Jahren 2002 und 2003 zurückzuführen.

## Politik

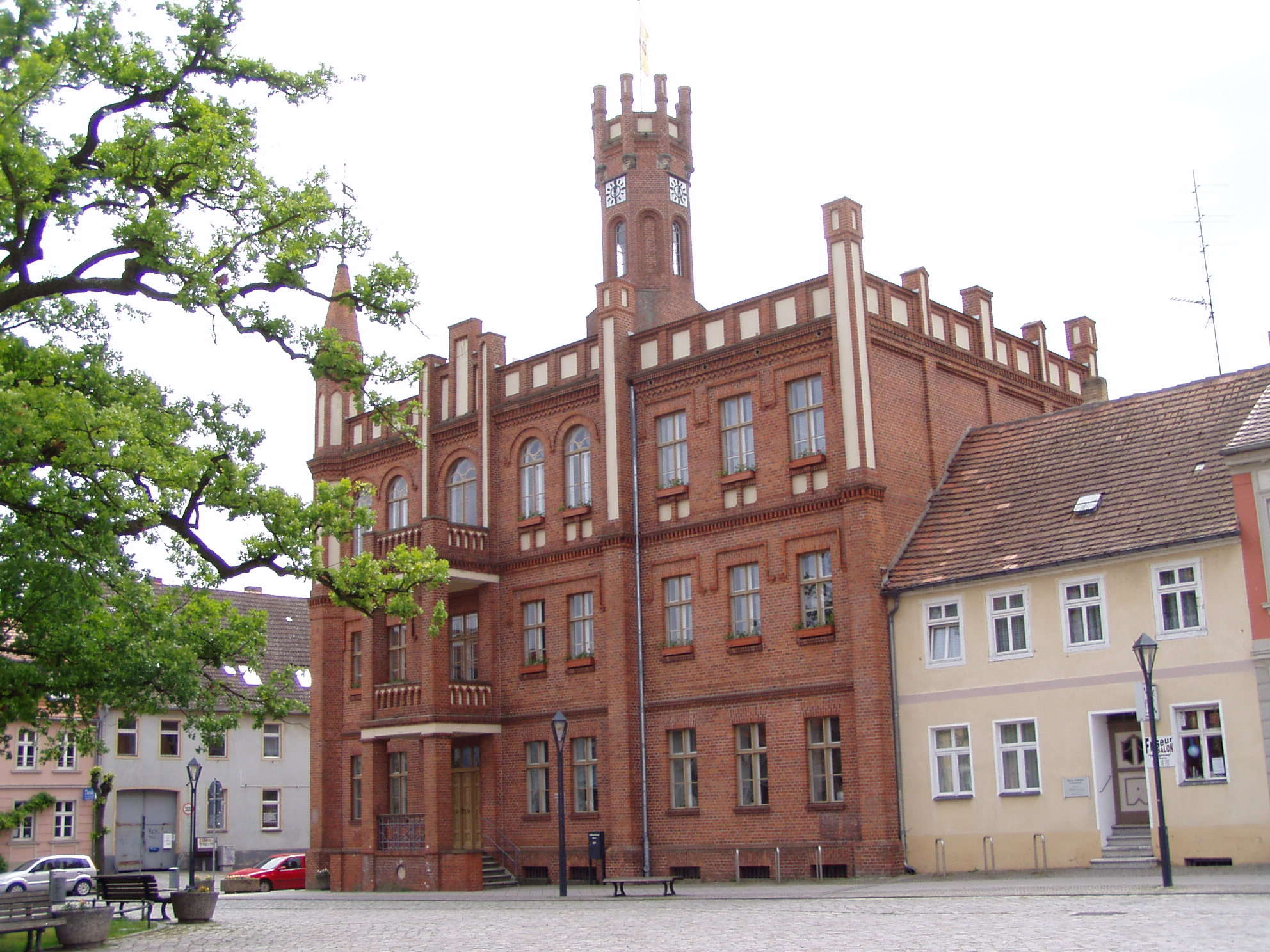
Rathaus

### Stadtverordnetenversammlung
Die Stadtverordnetenversammlung von Kyritz besteht aus 18 Stadtverordneten und der hauptamtlichen Bürgermeisterin. Die Kommunalwahl am 9. Juni 2024 führte bei einer Wahlbeteiligung von 61,9 % zu folgendem Ergebnis:
| Partei / Wählergruppe                       | Stimmenanteil 2019 | Sitze 2019 |  | Stimmenanteil 2024 | Sitze 2024 |
| ------------------------------------------- | ------------------ | ---------- |  | ------------------ | ---------- |
| Kyritz macht (KM)                           | 18,5 %             | 3          |  | 20,1 %             | 4          |
| AfD                                         | –                  | –          |  | 18,2 %             | 3          |
| CDU                                         | 22,9 %             | 4          |  | 16,9 %             | 3          |
| Kyritz Land Wählergruppe (KLW)              | 12,7 %             | 2          |  | 13,8 %             | 2          |
| Die Linke                                   | 19,6 %             | 4          |  | 09,9 %             | 2          |
| Bürger für Grundrechte (BfG)                | –                  | –          |  | 08,5 %             | 2          |
| WIR Gemeinsam für Kyritz (WIR)              | –                  | –          |  | 06,6 %             | 1          |
| Bündnis 90/Die Grünen                       | 08,5 %             | 2          |  | 03,4 %             | 1          |
| Wählergruppe Kyritzer-Kern-Kompetenz (WKKK) | –                  | –          |  | 02,7 %             | –          |
| SPD                                         | 17,8 %             | 3          |  | –                  | –          |
| Insgesamt                                   | 100 %              | 18         |  | 100 %              | 18         |

### Bürgermeister
- 2003–2010: Hans-Joachim Winter (CDU)[51][52]
- seit 2010: Nora Görke (parteilos, von der SPD nominiert)[53]

Görke wurde in der Bürgermeisterwahl am 4. November 2018 mit 69,9 % der gültigen Stimmen in ihrem Amt bestätigt. Ihre Amtszeit beträgt acht Jahre.

### Wappen
| Wappen von Kyritz | Blasonierung: „In Silber eine rote Stadtmauer mit geschlossenem Tor und vier spitzbedachten, goldbeknauften Türmen mit offenen Fenstern; belegt mit einem grünen Schild mit goldener Lilie.“ |
| Wappen von Kyritz | Das Wappen wurde vom Heraldiker Uwe Reipert gestaltet und am 6. Juli 2005 durch das Ministerium des Innern genehmigt.                                                                        |

### Flagge
„Die Flagge der Hansestadt Kyritz zeigt das Stadtwappen auf gelbem Grund.“

### Dienstsiegel
Das Dienstsiegel zeigt das Wappen der Stadt mit der Umschrift STADT KYRITZ • LANDKREIS OSTPRIGNITZ-RUPPIN.

### Städtepartnerschaften
- Werne, Deutschland (Nordrhein-Westfalen)
- Svalöv, Schweden
- Wałcz, Polen
- Bailleul, Frankreich

Die Städte Bailleul, Kyritz, Wałcz und Werne haben alle untereinander mit den jeweils anderen Partnerschaften abgeschlossen.
Kyritz ist Mitglied in der Neuen Hanse.

## Sehenswürdigkeiten und Kultur

### Bauwerke

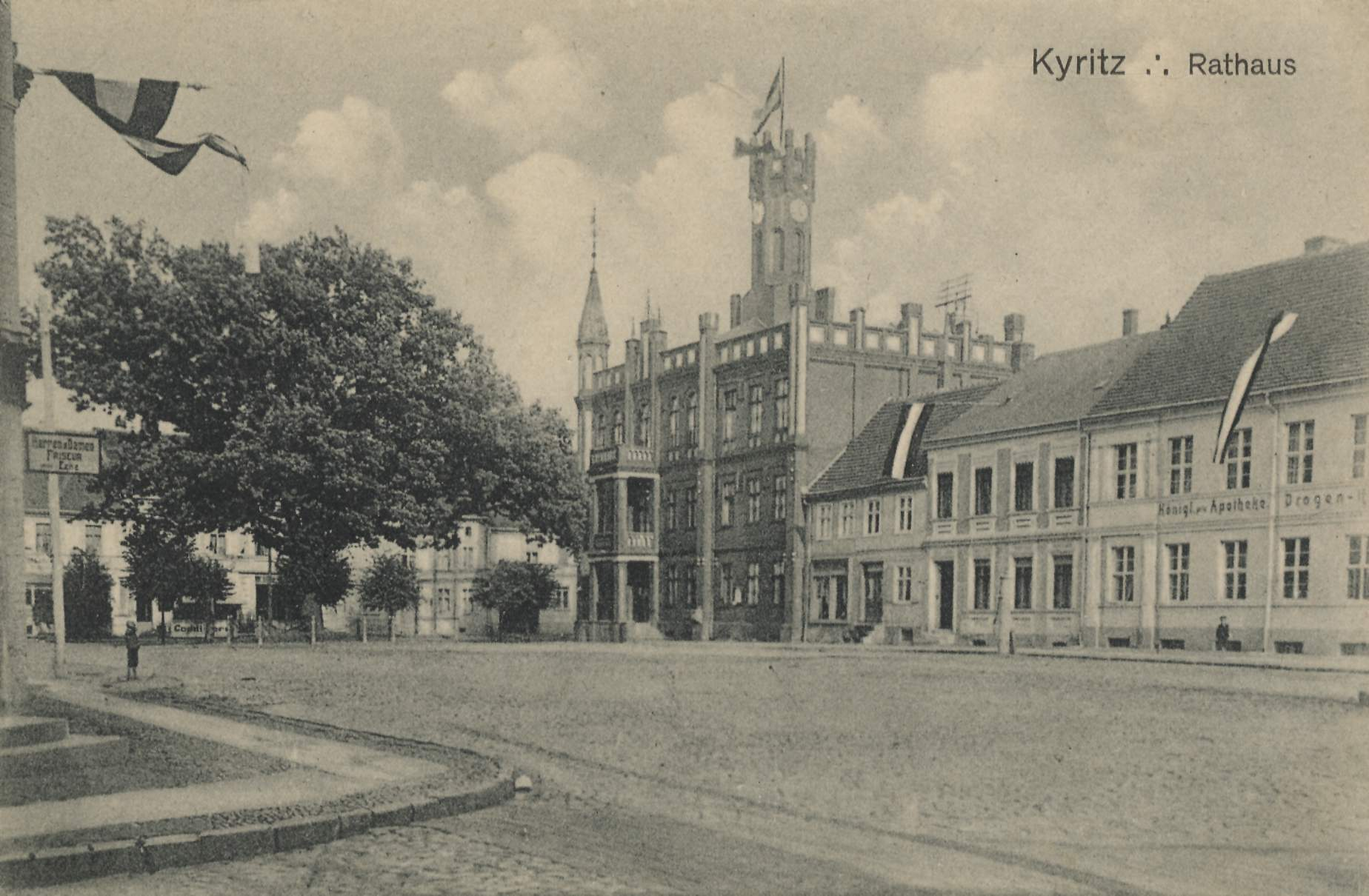
Das Rathaus, Postkarte, um 1900

- Stadtpfarrkirche St. Marien, eine dreischiffige Hallenkirche. Ursprung im 12. Jahrhundert, dreischiffige gotische Stufenhalle des 15. Jahrhunderts, die durch die Feldsteinsockelmauern älter wirkt. Die Kirche brannte 1622 ab, und auch der Neubau wurde 1627 ein Raub der Flammen. Anschließend war die Kirche beinahe 100 Jahre eine Ruine, bis 1708 ein nachgotischer Wiederaufbau begann und 1714 vollendet wurde. Im Stil des Historismus erfolgte eine Umgestaltung im 19. Jahrhundert. 1848 wurde an Stelle des 1824 abgebrannten Turms eine neugotische Fassade mit Doppelturm nach Plänen von Stüler errichtet. Das Kircheninnere wurde 1904 restauriert, und eine weitere Restaurierung erfolgte 2000–2003. Im Inneren sind vor allem die Kanzel von 1714 und der Taufstein aus dem 16. Jahrhundert sehenswert.[57] Die im Jahre 1873 erbaute Orgel stammt aus der Orgelbauwerkstatt von Adolf Reubke in Hausneindorf im Harz. Sie besitzt 40 Register, verteilt auf 3 Manuale und Pedal. Die dispositionellen Veränderungen, die im Laufe der Jahre vorgenommen wurden, konnten 1995 während einer Generalreinigung und Teilrestaurierung wieder rückgängig gemacht werden. Die Orgel ist die einzige in ihrer Größe noch erhaltene Reubke-Orgel und gleichzeitig die größte romantische Orgel des 19. Jahrhunderts im Land Brandenburg.[58][59]

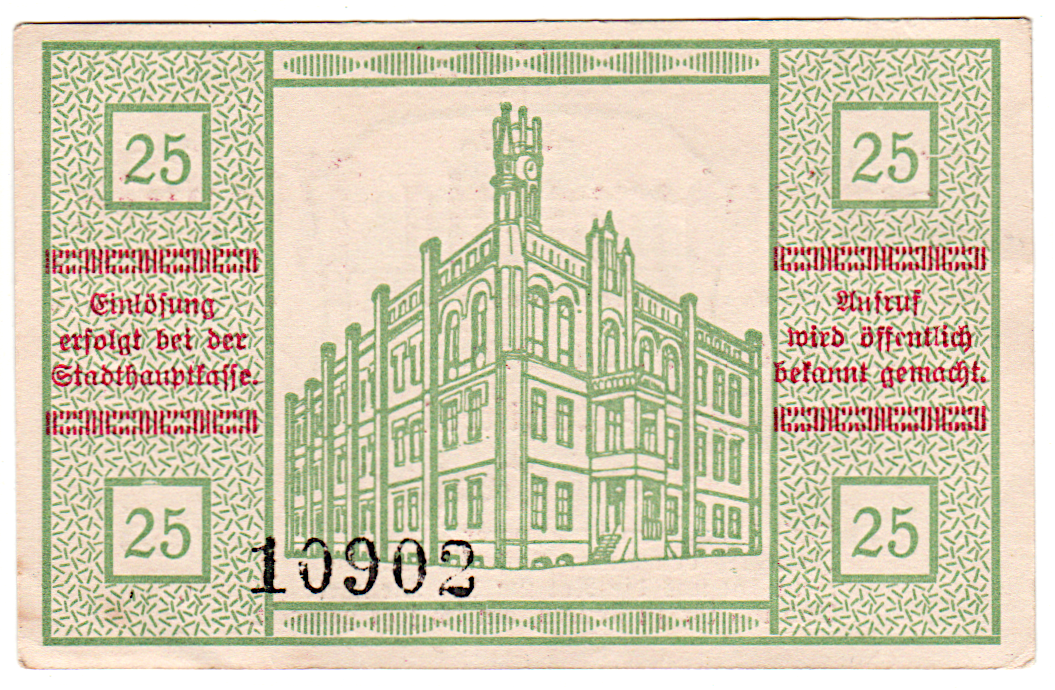
Das Kyritzer Rathaus auf einem Notgeldschein von 1920.

- Kirche mit Staffelgiebel im Ortsteil Berlitt (restauriert u. a. mit Mitteln der Deutschen Stiftung Denkmalschutz)
- Fachwerkhäuser, z. B. das nach einem der früheren Eigentümer benannte Eichhorstsche Haus (Johann-Sebastian-Bach-Straße 44) von 1663, das 2003 restauriert wurde, und das nach seinem Erbauer benannte Schönermarksche Haus (Johann-Sebastian-Bach-Straße 36) von 1862. Weitere beachtenswerte Fachwerkhäuser stehen z. B. in der Holzhausener Straße und der Hamburger Straße, einer der Hauptgeschäftsstraßen.
- Stadtmauer, im 13./14. Jahrhundert aus Bruch- und Backsteinen gebaut. Sie hatte ursprünglich drei Tore, die allerdings nicht erhalten sind. Mitte des 18. Jahrhunderts begann man die ehemals elf Meter hohe Mauer zu schleifen. Im Osten und Süden wurde sie später wieder aufgebaut, allerdings etwas niedriger. Mithilfe des Bauwerks konnte 1381 ein Angriff des Raubritters Kurt von Bassewitz erfolgreich abgewehrt werden.  Die Stadtmauer wurde abschnittsweise in den 1990er Jahren, 2003–2005, 2007–2009 sowie 2013 restauriert. Am Ende der Mauerstraße an der Ecke zur Straße An der Mauer ist ein Wiekhaus erhalten. In der Bahnhofstraße zeigt eine gemauerte Markierung im Straßenpflaster den Verlauf der Stadtmauer.
- ehemaliges Franziskanerkloster Kyritz an der Johann-Sebastian-Bach-Straße
- Brunnen „Bassewitzsage“ (von Jan Witte-Kropius) auf dem Marktplatz
- Dossespeicher Kyritz, eine zur Bewässerung gebaute Talsperre
- Unterseeinsel gegenüber dem Ufer der Waldkolonie am Untersee

### Denkmale
- Schulze-Kersten-Denkmal auf dem Kirchplatz[60]
- Ehrenmal von 1955 für die Opfer des Faschismus im Rosenpark an der Bahnhofstraße
- Denkmal mit einer Bronzetafel „Den Opfern der Zwangskollektivierung im sogenannten sozialistischen Frühling 1960 in der DDR“ an einem zwei Meter hohen Findling. Es wurde im April 2010 durch Vertreter des Deutschen Bauernbundes in Anwesenheit des Ministerpräsidenten von Sachsen-Anhalt, Wolfgang Böhmer, enthüllt.
- Gedenkstein „Seesteig am Brückenbrink“ am Untersee

### Lehrpfad
- Der 2020 in Kyritz errichtete Evolutionsweg ist eine Wegstrecke mit 20 erläuternden Tafeln, deren Anfangspunkt den Beginn der Evolution symbolisiert; der Endpunkt des Weges steht dann symbolisch für das Auftreten des Homo sapiens.

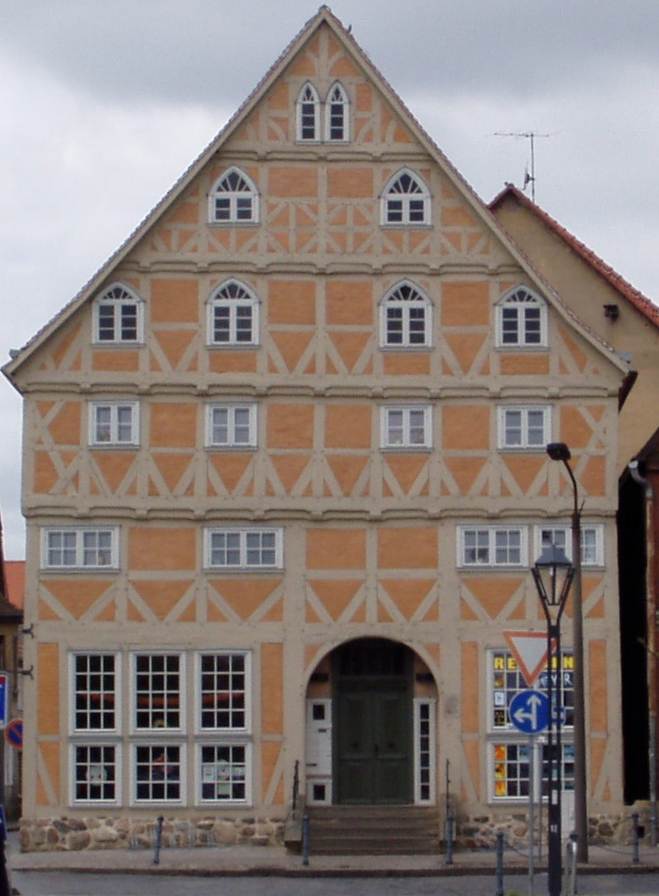
Eichhorstsches Haus (1663)
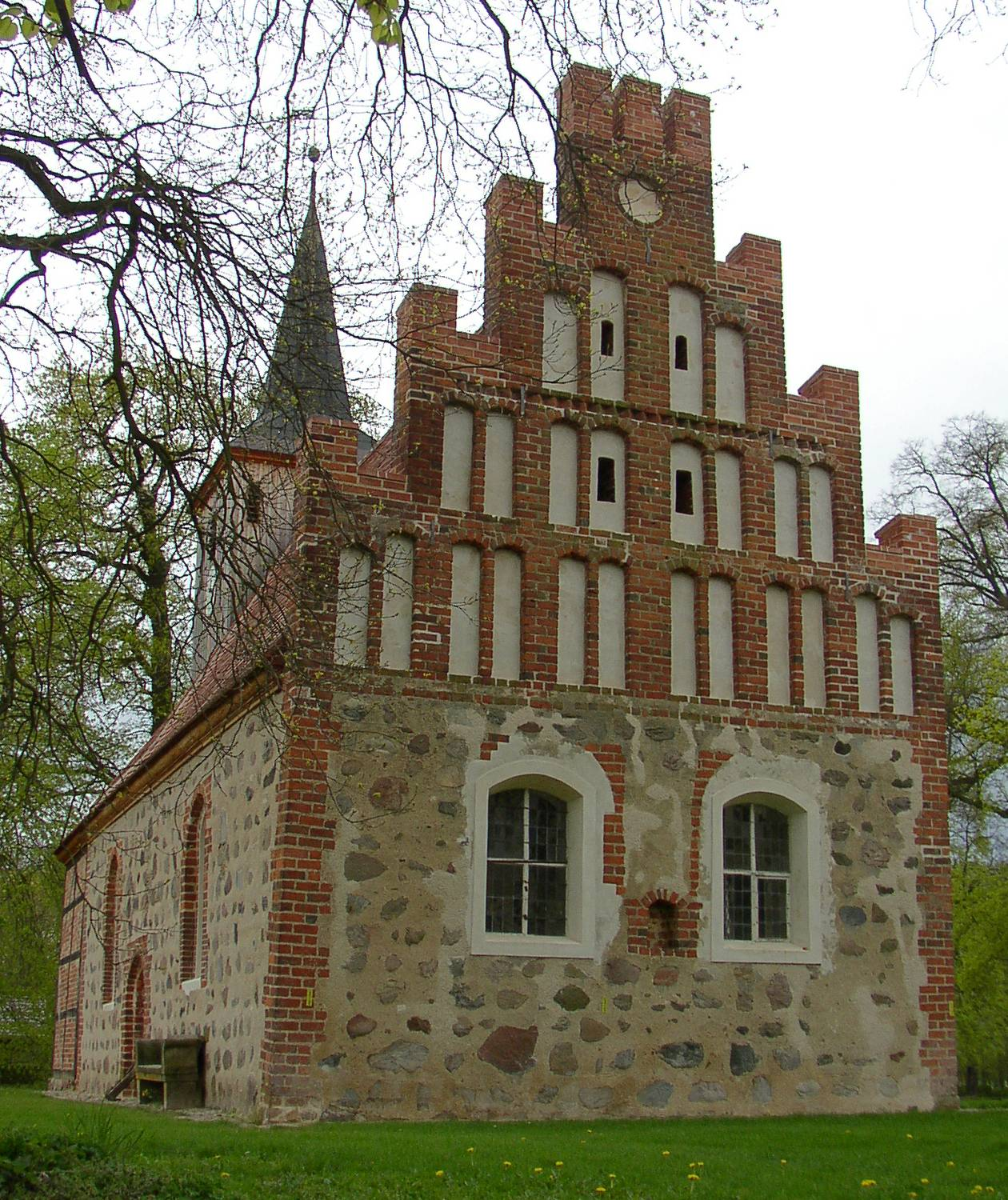
Kirche im Ortsteil Berlitt
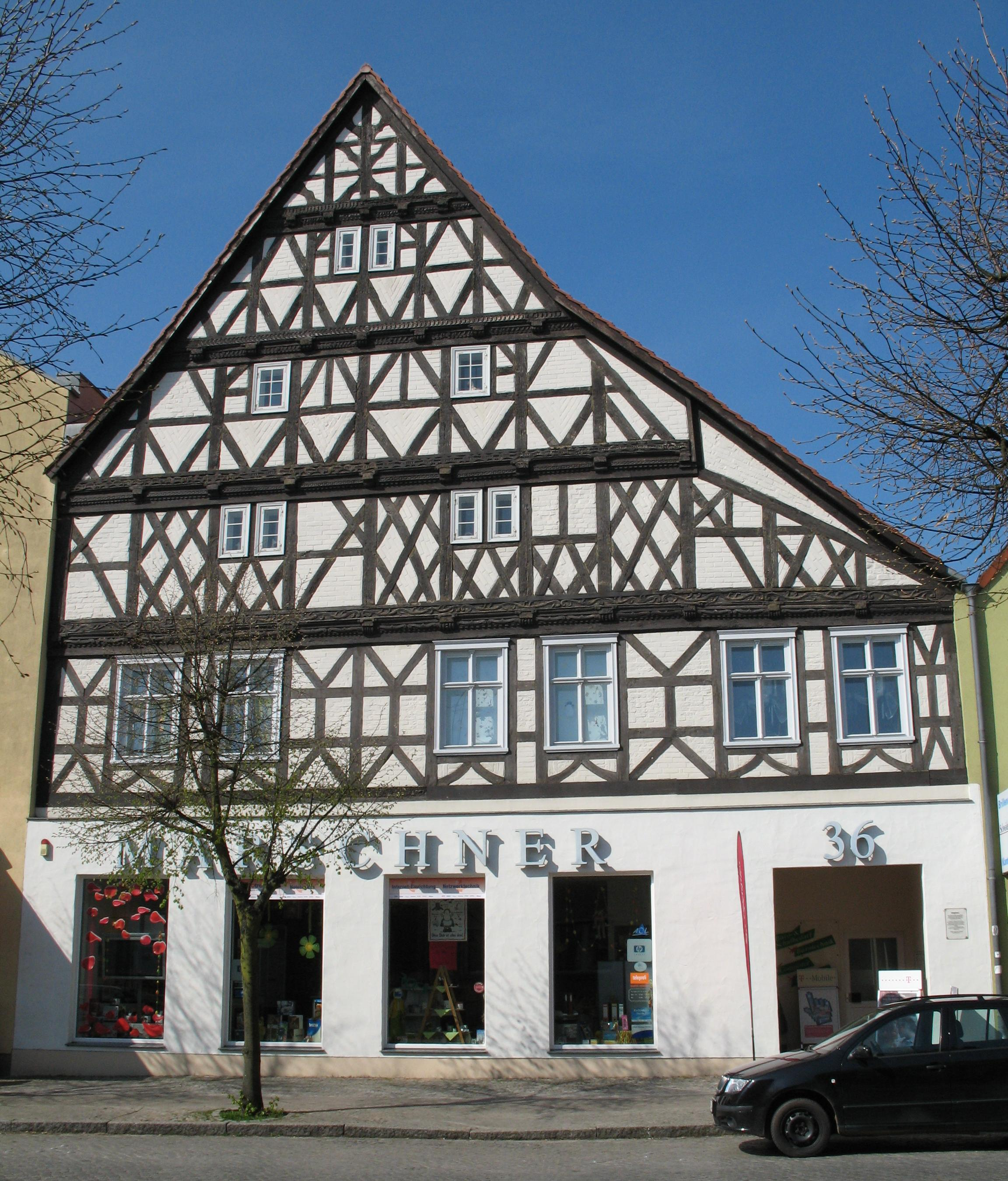
Schönermarksches Haus (1682)
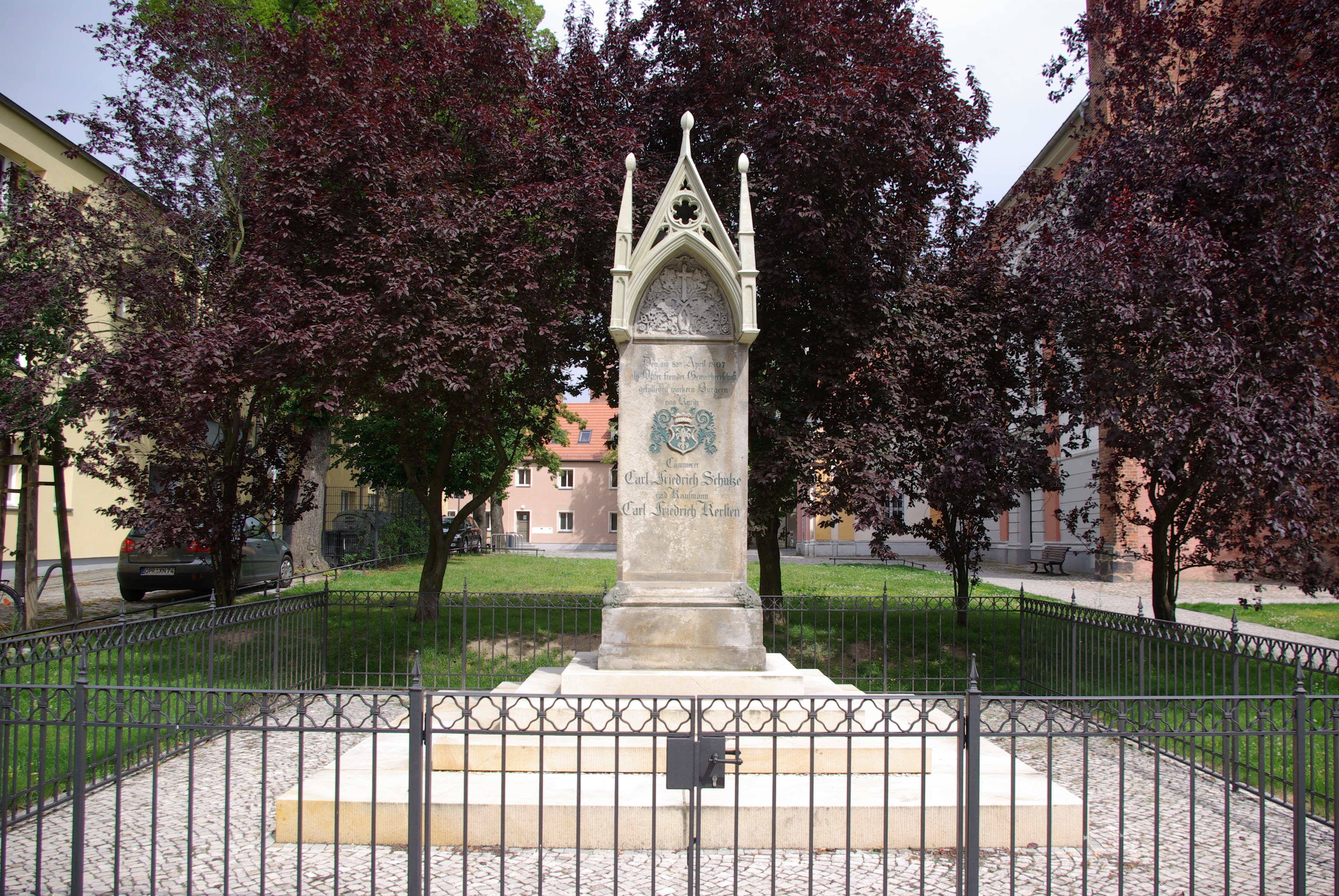
Schulze-Kersten-Denkmal auf dem Kirchplatz
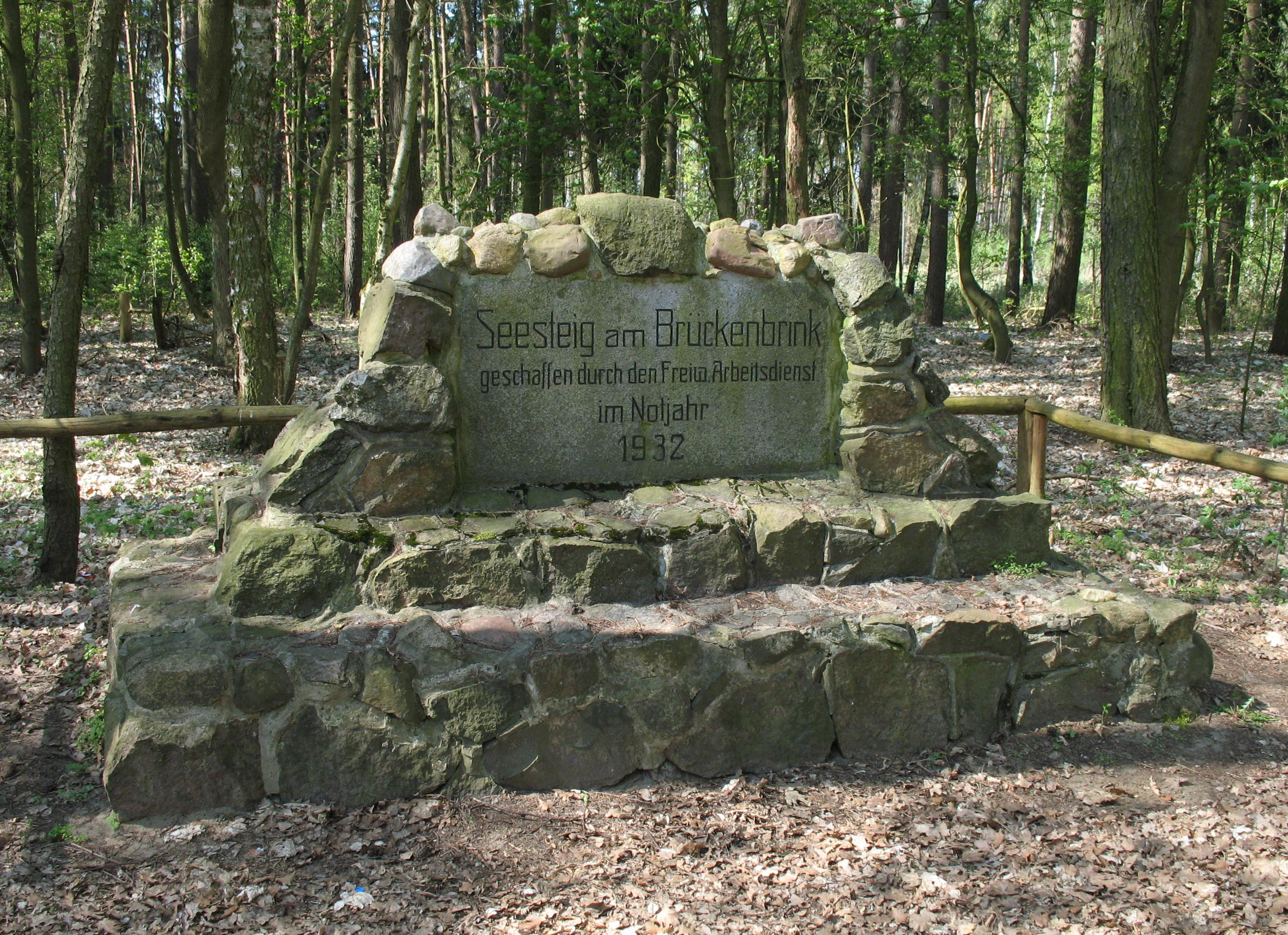
Gedenkstein „Seesteig am Brückenbrink“ am Untersee
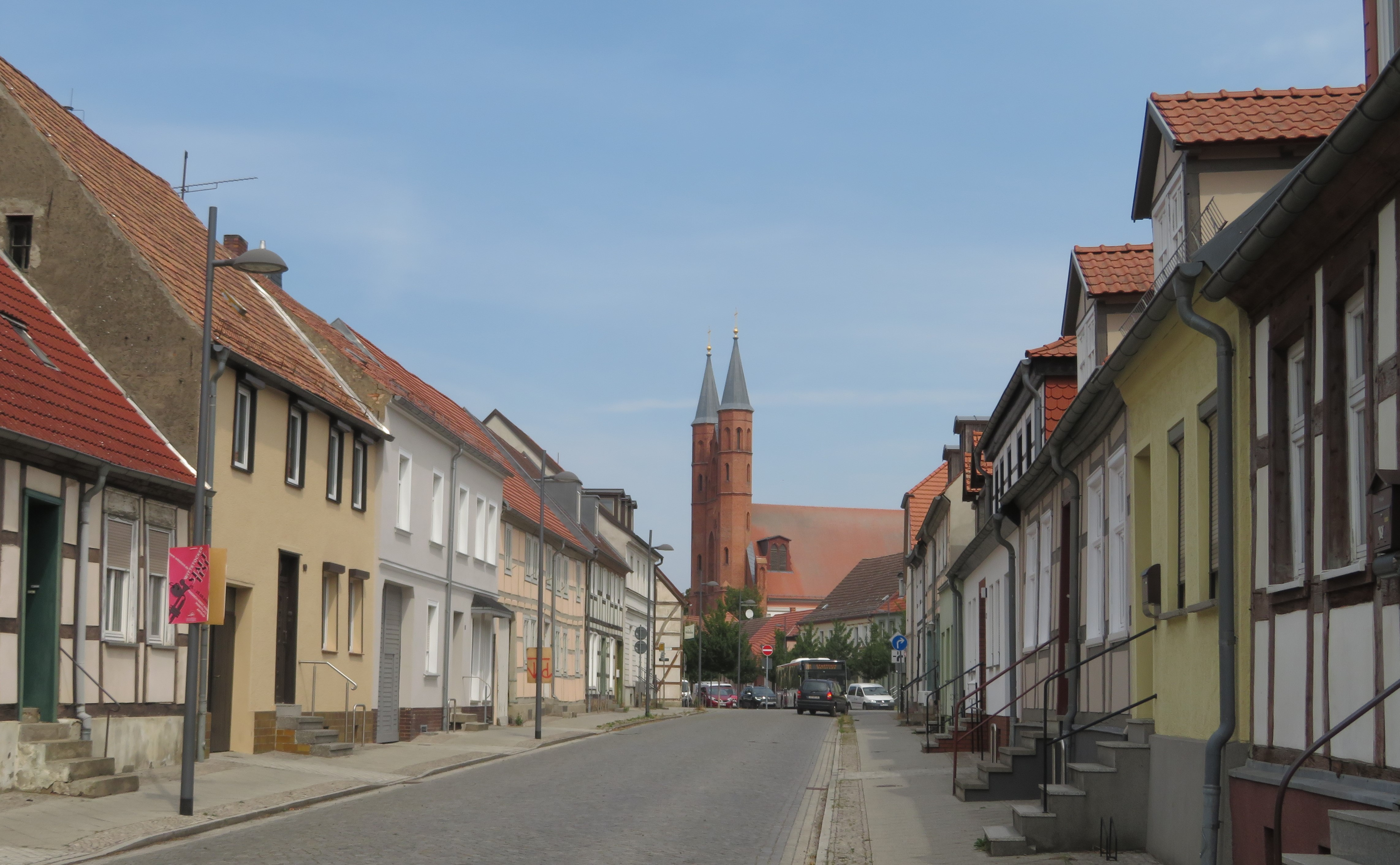
Holzhausener Straße mit Blick zur Marienkirche
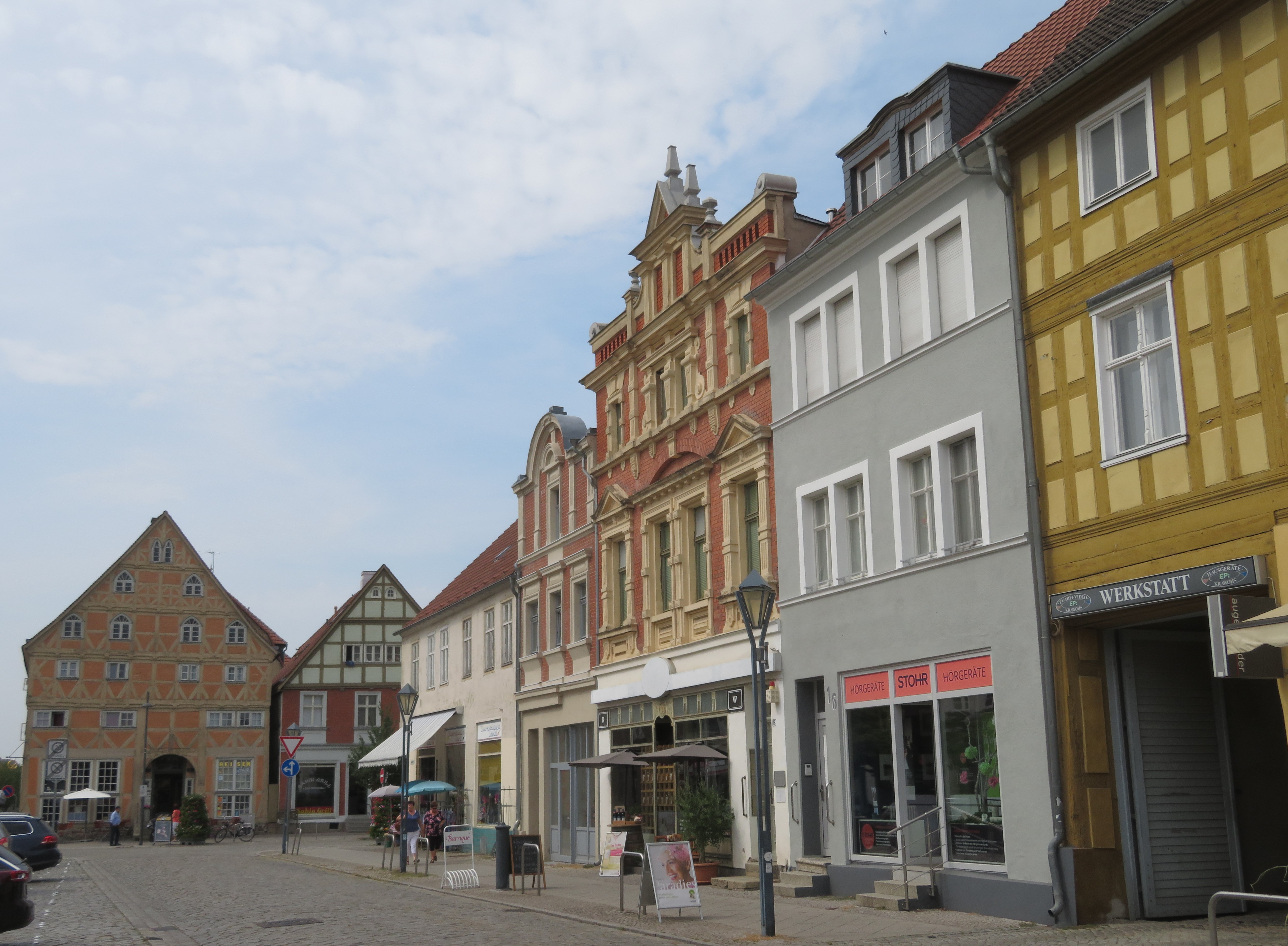
Marktplatz Westseite
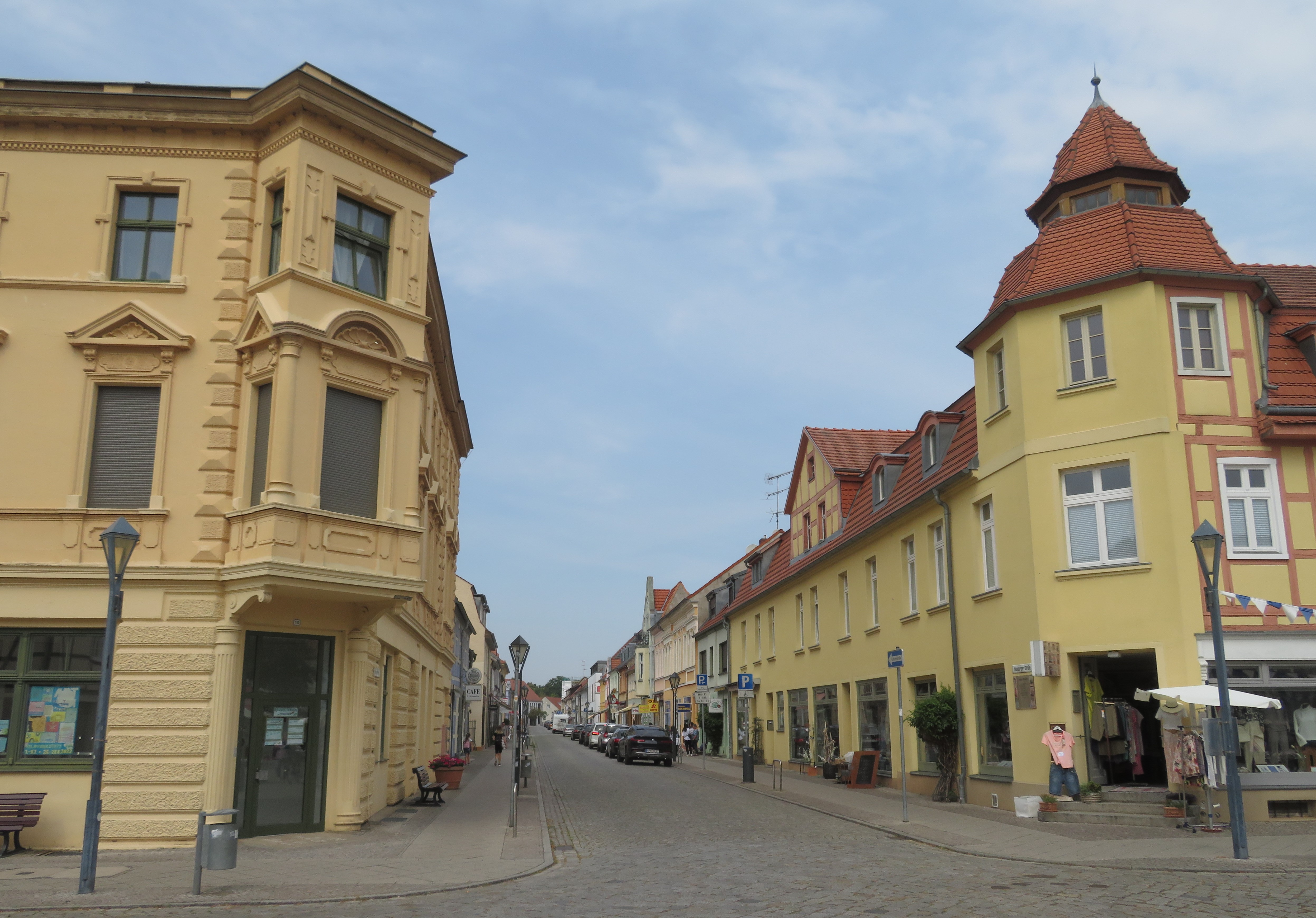
Hamburger Straße
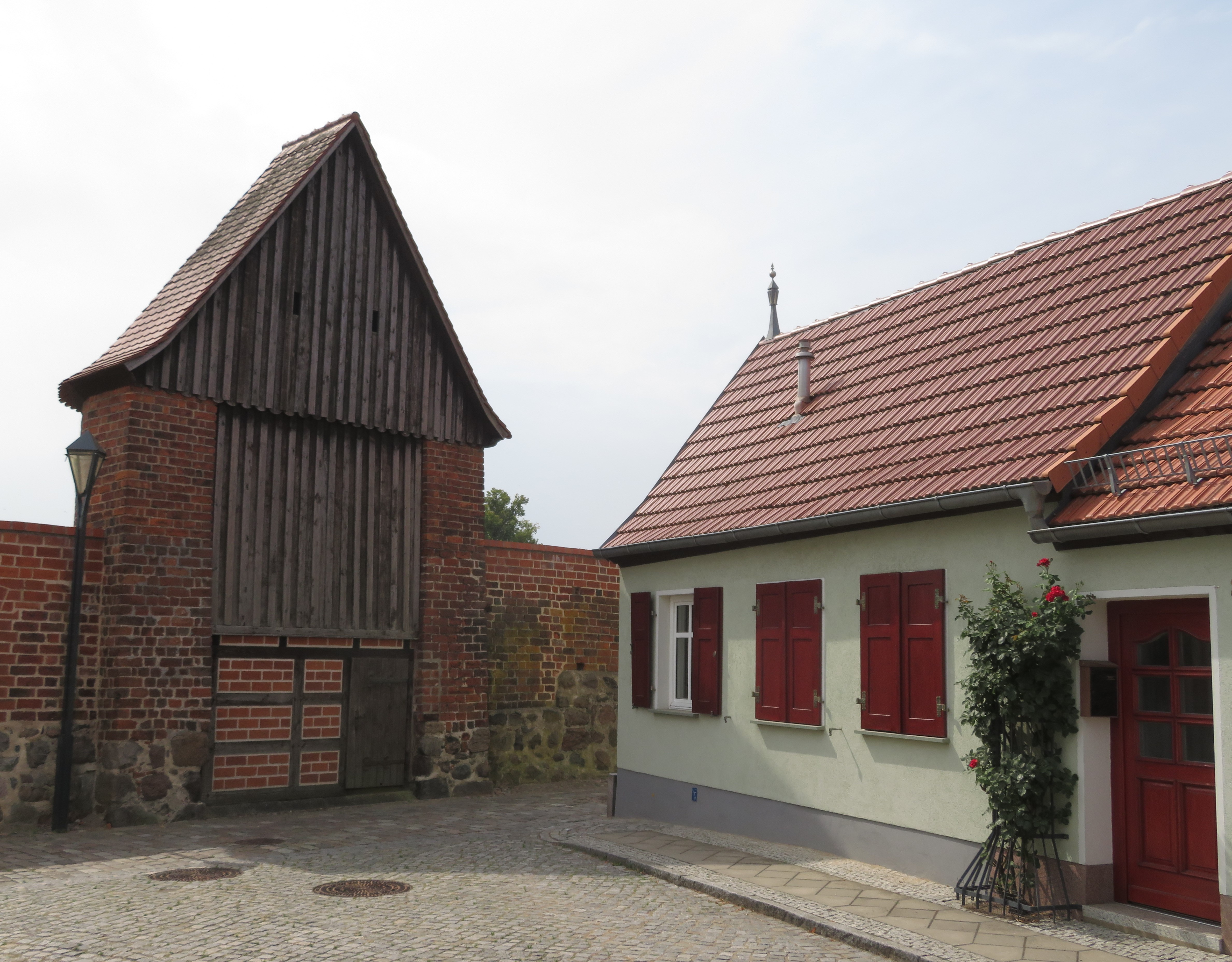
Wiekhaus Mauerstraße Ecke An der Mauer
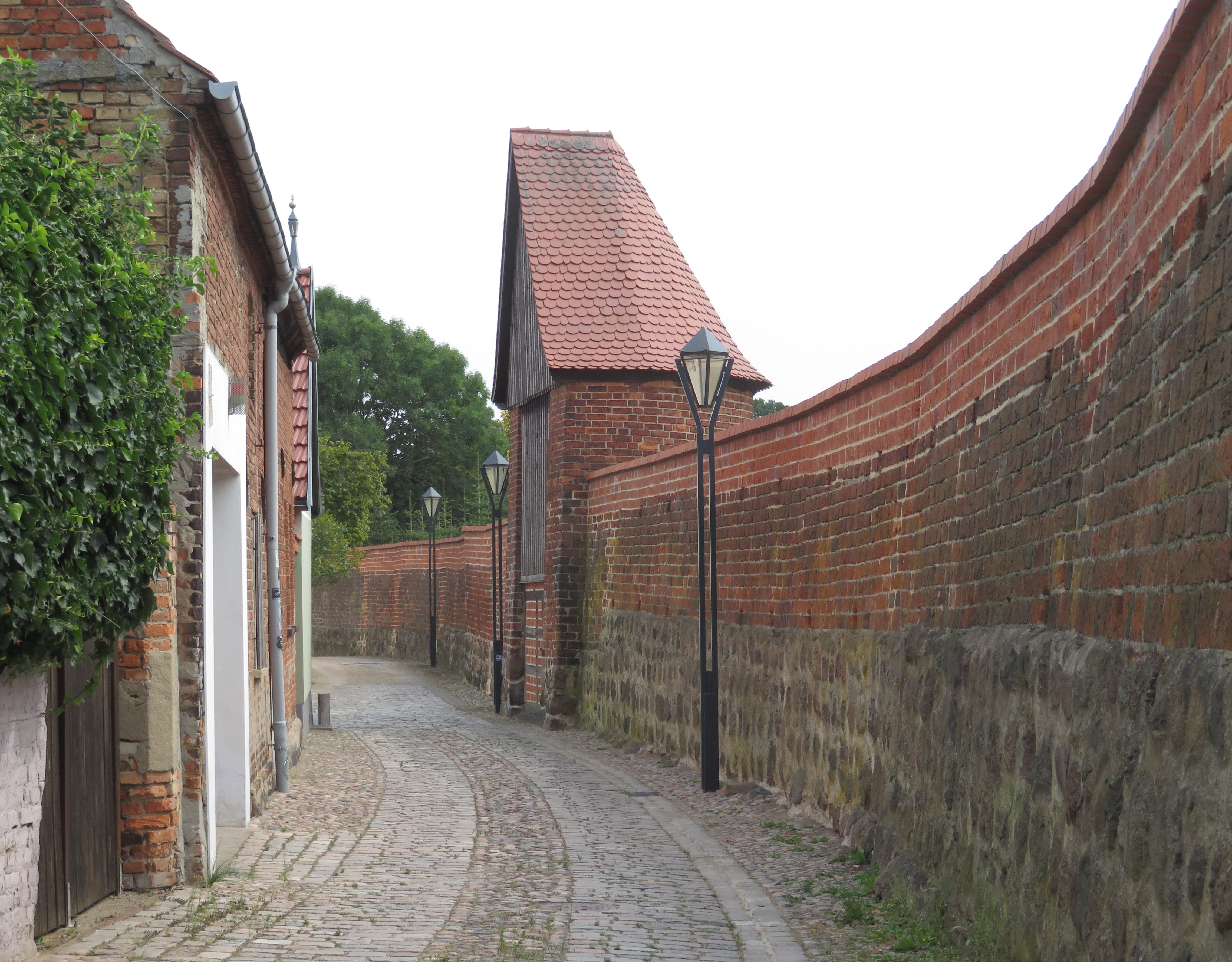
Wiekhaus

## Wirtschaft und Infrastruktur

### Kleeblatt-Verbund
Die Stadt Kyritz, das Amt Neustadt (Dosse), die Gemeinde Wusterhausen/Dosse und die Gemeinde Gumtow haben sich in einem Kooperationsvertrag zum Kleeblatt-Verbund zusammengeschlossen.

### Ansässige Unternehmen
- Das KMG Klinikum Kyritz ist einer der größten Arbeitgeber im Land Brandenburg.[62]
- Seit 1873 besteht die Stärkefabrik, die heute zur Emsland Group gehört.
- Im Juni 2009 hat die polnische AG BIOETON S.A. gemeinsam mit Gesellschaftern der in Insolvenz befindlichen BDK Biodiesel GmbH die neue Gesellschaft BEK Bioeton Kyritz GmbH gegründet.
- Die Alutrim Europe GmbH ist ein Hersteller von Echtmetall-Zierteilen für die Automobil- und Konsumgüterindustrie.[63]
- Das Unternehmen REO ist ein mittelständischer Spezialist für induktive und elektronische Lösungen.[64]
- Kyritzer Fruchtsäfte ist ein Familienunternehmen und die älteste Mosterei im Prignitz-Ruppiner Land.[65]

### Verkehr
Bahnverkehr

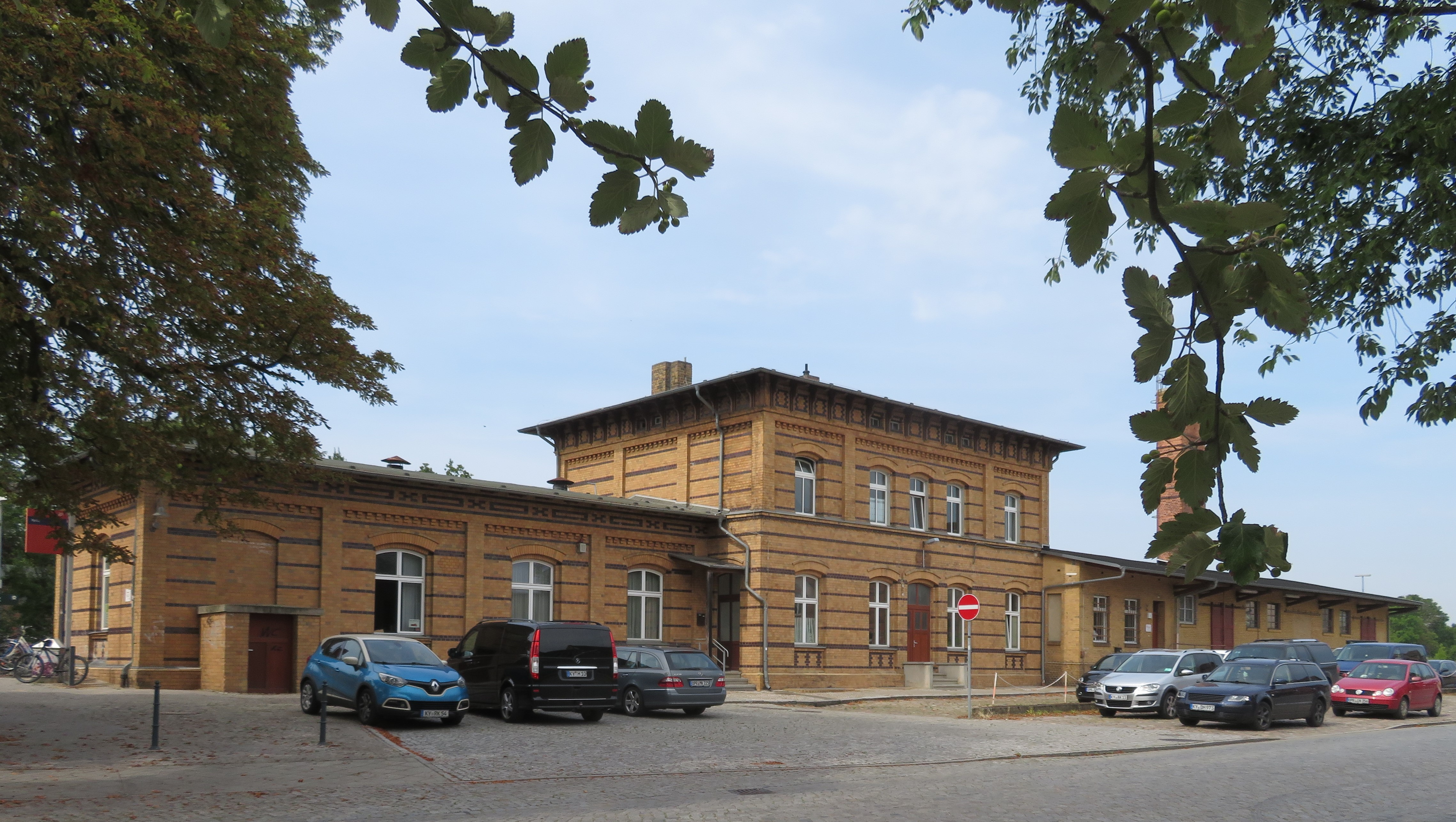
Bahnhof Kyritz

Der Bahnhof Kyritz an der Bahnstrecke Neustadt–Meyenburg wurde 1887 eröffnet. Er wird im Personenverkehr durch die Regionalbahnlinie RB 73 Neustadt (Dosse)–Pritzwalk der Hanseatischen Eisenbahn (HANS) wochentags stündlich bedient. Bevor Kyritz einen eigenen Bahnhof bekam, diente seit 1846 der 1995 geschlossene Bahnhof Zernitz an der Bahnstrecke Berlin–Hamburg zur Anbindung der Stadt.
Im Aufbau ist im Projekt HUB 53/12° ein Logistikzentrum für den Eisenbahngüterverkehr als kommunale Initiative der Städte Güstrow, Pritzwalk und Neuruppin sowie des Kleeblatt-Verbunds mit Gumtow, Kyritz, Neustadt (Dosse) und Wusterhausen/Dosse. Eine erste Maßnahme ist der Kauf der Schienenstrecke Neuruppin – Neustadt(Dosse).
Busverkehr

Durch die Ostprignitz-Ruppiner Personennahverkehrsgesellschaft ist Kyritz mit einer PlusBus- sowie weiteren Regionalbuslinien erreichbar. Der Stadtverkehr verkehrt Wochentags annähernd stündlich, am Wochenende nur zwischen April und Oktober.
Straßenverkehr

Kyritz liegt an der Bundesstraße 5 zwischen Perleberg und Nauen, an der Bundesstraße 103 aus Pritzwalk, die in Kyritz endet, und an der Landesstraße L 14 zwischen Wittstock/Dosse und Großderschau.

### Bildung
- Carl-Diercke-Schule Oberschule Kyritz
- Goethe-Grundschule Kyritz
- Gymnasium „Friedrich Ludwig Jahn“ Kyritz
- Lindenschule Kyritz Schule mit dem sonderpädagogischen Förderschwerpunkt „Lernen“

## Trivia
Kyritz an der Knatter ist Heimatort der fiktiven Detektiv- und Comicfigur Nick Knatterton (eigentlich Nikolaus Freiherr von Knatter) des Comiczeichners Manfred Schmidt.
In Kyritz spielt ein Teil der Handlung des Lustspiels Pension Schöller von Wilhelm Jacoby und Carl Laufs.
Der Karnevalsschlager Heut’ ist Karneval in Knieritz an der Knatter, den Ernst H. Hilbich in den 1970er und 1980er Jahren als Höhepunkt der Karnevalssendung der Reihe Zum Blauen Bock vortrug, bezieht sich vermeintlich auf Kyritz. Einen tatsächlichen Ort dieses Namens gibt es nicht.